# 金山駅 (愛知県)

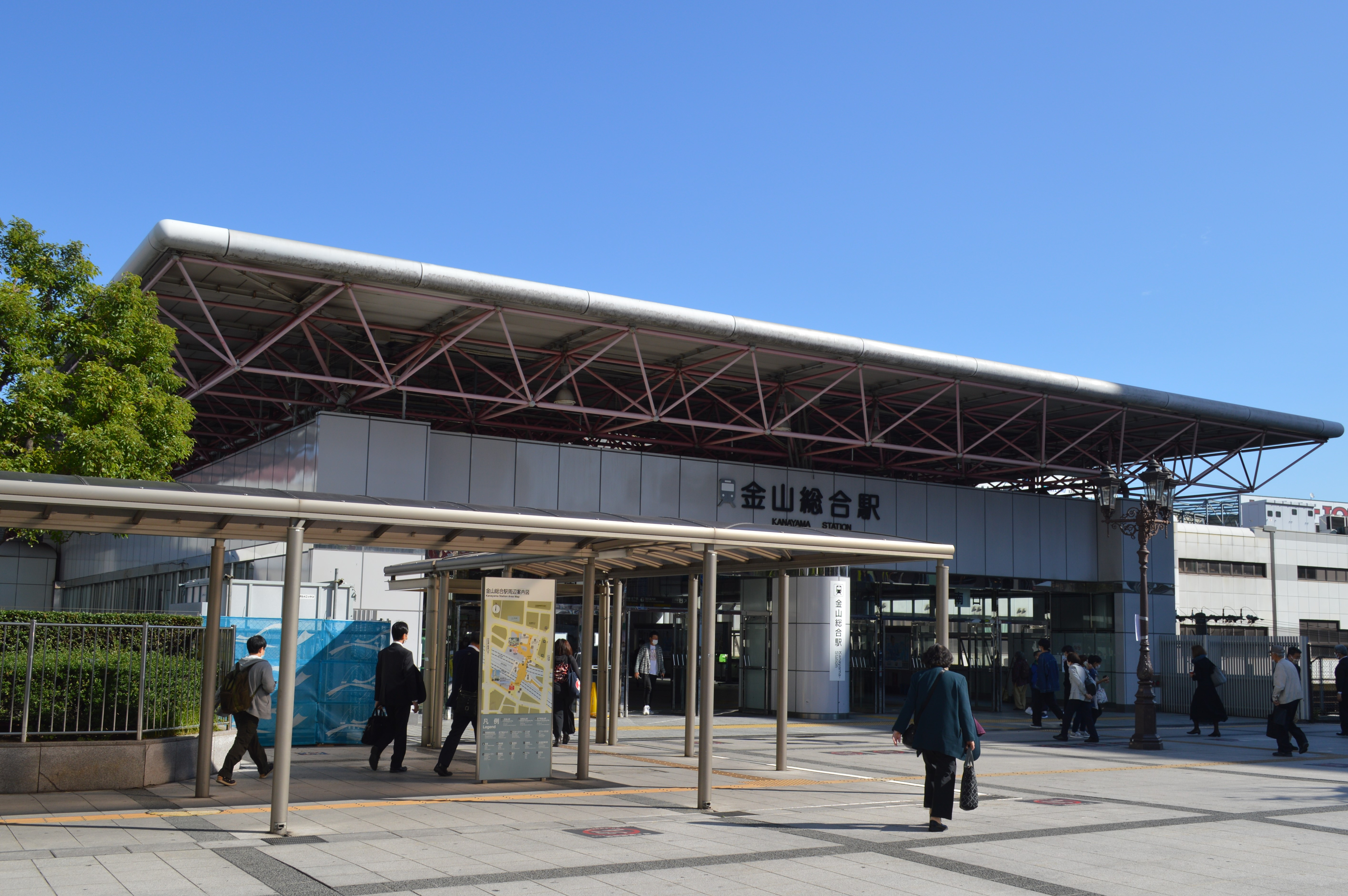
金山総合駅南口（2020年10月）

金山駅（かなやまえき）は、愛知県名古屋市熱田区・中区にある、名古屋鉄道・東海旅客鉄道（JR東海）・名古屋市交通局（名古屋市営地下鉄）の駅である。

## 概要
名鉄の名古屋本線、JR東海の中央本線と東海道本線、名古屋市交通局（名古屋市営地下鉄）の名城線および名港線の合計3社局5路線が乗り入れており、名古屋駅に次ぐターミナル駅として機能している。駅の北口から南口のビル・広場と中央のコンコースは名古屋市が建設・保有し、全体を金山総合駅（かなやまそうごうえき）と称している。当駅は、総合駅として一括した形で第1回中部の駅百選に認定されている。中央本線の運行形態の詳細は「中央線 (名古屋地区)」を、東海道本線の運行形態の詳細は「東海道線 (名古屋地区)」を、それぞれ参照。
地上1階に線路を南北にまたぐ公共通路があり、通路を挟んで西側にJRの駅舎、東側に名鉄の駅舎が配されている。名鉄とJRのホームは掘割にあり、北側からJR中央本線、名鉄名古屋本線豊橋方面、名鉄名古屋本線岐阜方面、JR東海道本線の順に4本の島式ホームがあり、JR2路線の駅の間に名鉄の駅が挟まれる独特な構造となっている。駅舎およびコンコースは、線路上に設けられた人工地盤の上に設置されている。地下鉄金山駅はこれらの北側地下に位置し、公共通路とエスカレーターで結ばれている。
自動放送における「金山」の発音は鉄道事業者によって異なり、JRと地下鉄では「かなやま」、名鉄では「かなやま」である（2021年時点）。方言研究者の山田敏弘は、名鉄式が周辺住民の伝統的な発音で、JR・地下鉄式はより楽に発音できるよう変化した現代的な発音であるとしている。

## 歴史

### 金山駅（初代）開業
当駅は東海道本線と中央本線が枝分かれする位置に存在するが、両線には長らく駅がなく、最初に付近へ鉄道駅を設置したのは名古屋鉄道であった。
1944年（昭和19年）に名古屋鉄道の豊橋線と名岐線とを結ぶ東西連絡線が開通し、その中間駅として現・金山駅から南東へ約300 mの位置に金山駅（初代）が開業した。
開業当初は、当駅を境に架線電圧が異なり折り返し運転となっていて、名鉄線同士の乗り換え駅であった。1945年（昭和20年）には駅名が金山橋へと改称され、1948年（昭和23年）からは西部線が1,500 Vに昇圧されたことで東西直通運転が開始された。完全な一中間駅となって当駅折り返し列車は無くなったが、基本的に全ての営業列車が停車する駅となった。駅舎は北側のみにあり、ホームとの間は踏切で結ばれていた。
当時からホーム2面4線を有する待避可能駅だったが、高密度運行区間のため待避に用いられることは少なく、ホームの左右を使った交互発着で停車時分を確保する目的で使われることもあった。

### 金山総合駅構想
名古屋市は戦災復興計画において金山を副都心と位置付け、国鉄・地下鉄の新駅および金山橋駅の移転による総合駅構想が提示された。1947年（昭和22年）3月に開催された「鉄道復興計画委員会」では以下4点が決議されている。
- 北口に23,000 m2、南口に10,400 m2分の用地を確保し駅前広場とする。
- 東海道本線は2面4線、中央本線は1面2線、名鉄は2面2または4線、地下鉄は3面4線とする。
- 乗降用に跨線橋3、地下鉄連絡に地下道1を整備。
- 近畿日本鉄道（近鉄）は乗り入れない[注釈 5]。

この決議に従って、中央線では付近の複線化・高架化に合わせて金山駅の配線計画が1958年（昭和33年）8月に決定し、1962年（昭和37年）に開業した。名古屋市交通局も1967年（昭和42年）に地下鉄2号線（現・名城線）を金山駅まで延伸した。
名鉄金山橋駅は移転計画のため、大規模な改修は施されず、旧態依然とした設備で営業を続けていた。中央線と地下鉄の金山駅から離れているため、利用客は金山橋と大津通を渡って乗り換えていた。
国鉄は1970年（昭和45年）頃から東海道線の駅用地確保に乗り出したが、当初予定された2面4線分の用地が確保できなかった。協議の結果、1972年（昭和47年）3月には東海道線を1面2線（将来的に2面3線化される可能性を含む）、名鉄を2面4線とすることが最終決定された。しかし、建設費用などが問題となり計画は停滞した。

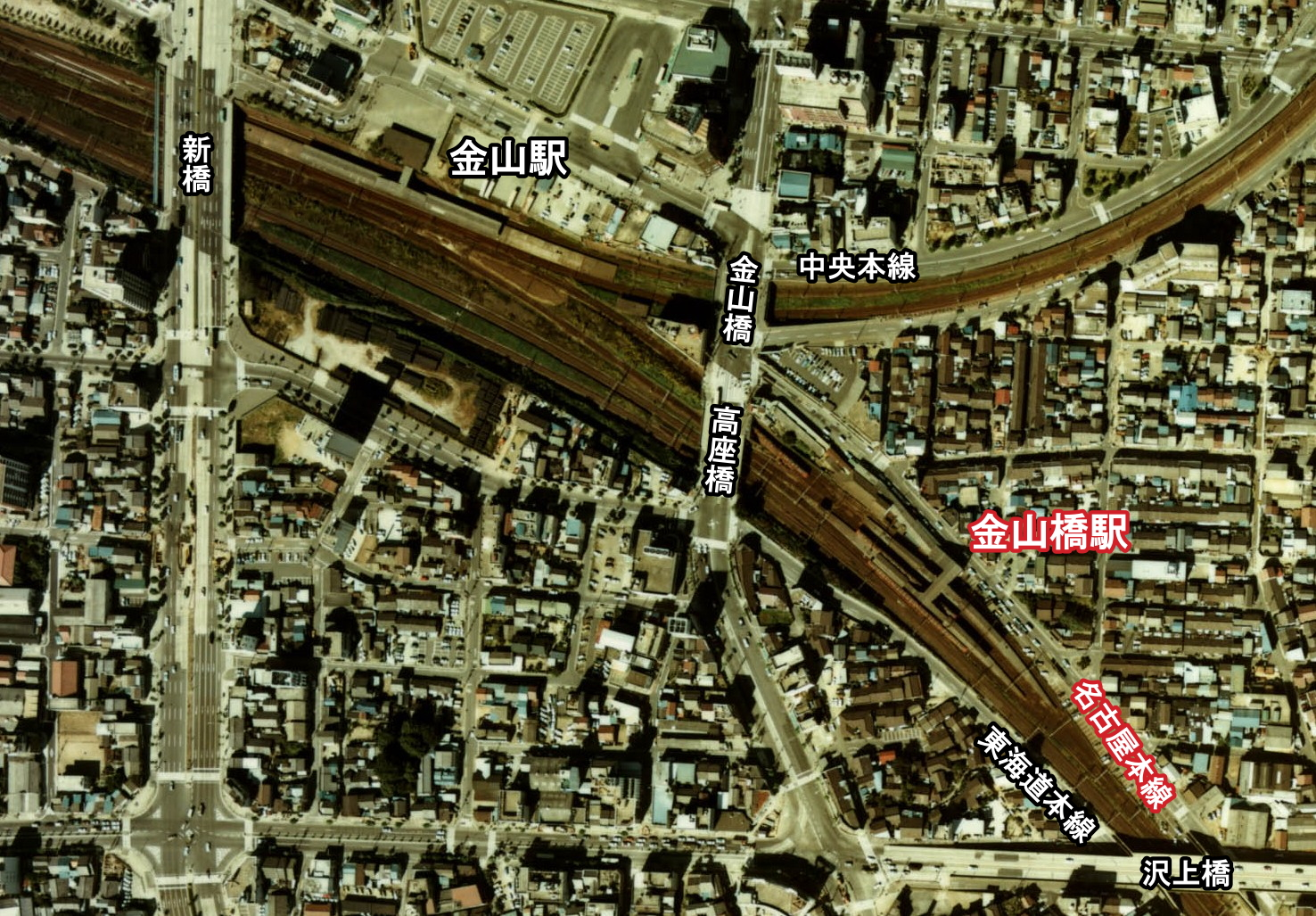
高座橋東側に名鉄金山橋駅、金山橋西側に中央本線金山駅がある。東海道本線に駅はないが、ホーム分の用地が確保されている。 帰属：国土交通省「国土画像情報（カラー空中写真）」 配布元：国土地理院地図・空中写真閲覧サービス

その後、1989年（平成元年）に開催が決定された世界デザイン博覧会が転機となって総合駅構想が再び具体化し、名古屋市、JR東海（国鉄線を継承）、名鉄の3者で協定が結ばれた。1987年11月18日に起工式が行われ、南北連絡通路の整備や地下鉄との一体整備（エスカレーター等出口の新設）、JR東海道線ホームの新設、名鉄金山橋駅の移転といった工事が進められ、デザイン博開催を控えた1989年（平成元年）7月9日に駅の一体化が完成し金山総合駅となった。
なお、名鉄はこの改良と同時期に神宮前 - 金山間の複々線化工事にも着手しており、総合駅完成後の同年10月12日に着工、翌1990年（平成2年）4月1日に複々線化した。内側の線路は常滑線の延長として使用されている。
|                                                                                                  | 金山橋（金山）―神宮前間 配線変更・移設と複線化の推移 |
| 凡例 出典: 図中の赤が本線系統、青が常滑系統を示す。 金山駅神宮前方の渡り線は後に変更されている。 |                                                      |

### 空港開業・万博開催
1999年（平成11年）6月に設置された「中部国際空港アクセス利便性向上対策協議会」では金山駅を「名古屋都市圏アクセス拠点」と位置付け、空港開業に向けた整備に取り組むことになった。また同時期に万博（愛・地球博）が開催されることも決定しており、交通拠点の改良は急務であった。
名鉄では2004年（平成16年）に東口、西口およびJR・名鉄乗換口を新設し、乗換利用の利便性向上を図った。また、2005年（平成17年）1月には神宮前方面の渡り線を配線変更し、豊橋 - 空港間の特急運行に備えた。
JRの特急「しなの」は1989年の世界デザイン博覧会開催期間中を除き当駅を通過していたが、中部国際空港の開港にあわせて長野方面と同空港のアクセスを図るため、2005年3月1日のダイヤ改正から名古屋方面（上り）・長野方面（下り）とも各1本が停車するようになった。2007年3月18日からは加えて夕方の長野方面行き3本（しなの21･23･25号）も停車しているが、名古屋方面行きは1日1本（しなの2号）のみ停車する。

### 年表

#### 名古屋鉄道（金山橋）
- 1944年（昭和19年）

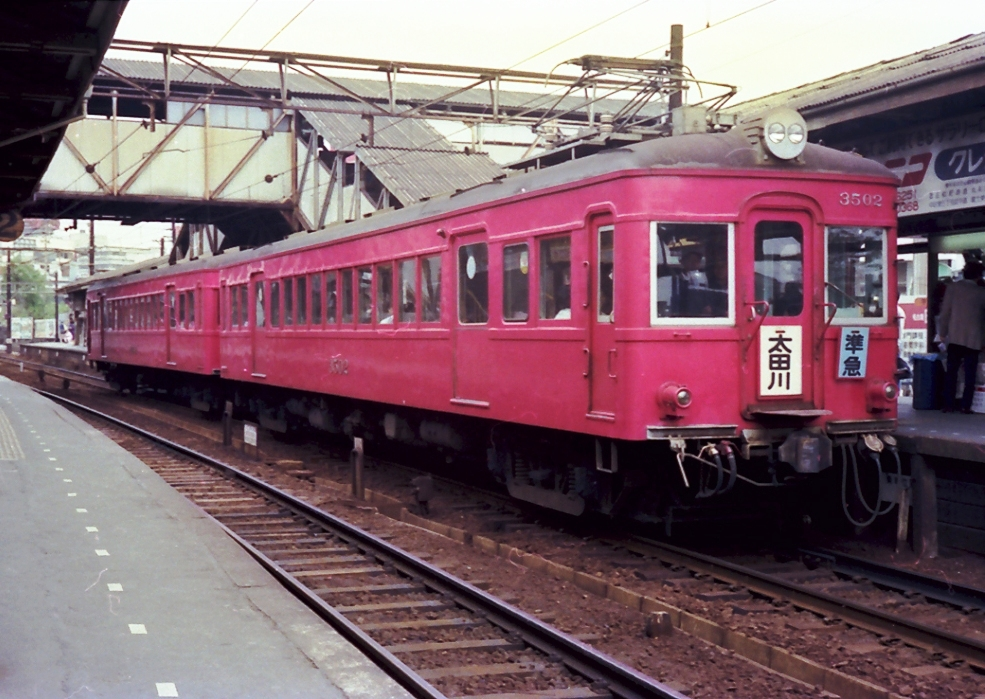
金山橋に停車する3500系（初代）。（1980年）

  - 9月1日：東西連絡線（神宮前駅 - 新名古屋駅（現・名鉄名古屋駅）間）開通により金山駅開業。
  - 12月21日：当駅を境に神宮前側は豊橋線、新名古屋側は名岐線に編入。
- 1945年（昭和20年）
  - 3月12日：名古屋大空襲で駅舎被災[14]。
  - 7月1日：金山橋駅に改称。
- 1947年（昭和22年）3月：鉄道復興計画委員会の決議で金山橋駅の移転が決定。
- 1948年（昭和23年）5月16日：豊橋線と名岐線が名古屋本線に統一される。
- 1970年（昭和45年）
  - 金山総合駅計画に伴い、移設予定地付近の名鉄線線路が中央本線寄りに移設。上り線は高座橋の新開口部を通るようになる[15]。
  - 6月：堀田駅の跨線橋を移設し、構内踏切廃止[16][17]。
- 1981年（昭和56年） - 金山総合駅計画に伴い、移設予定地付近の下り線が東海道本線側に移設[18]。
- 1984年（昭和59年） - 下り線が再移設され、新設するホームに対応した位置になる[18]。

#### 国鉄・JR東海
- 1947年（昭和22年）3月：鉄道復興計画委員会の決議で金山駅の設置を決定する。
- 1962年（昭和37年）
  - 1月25日：中央本線の鶴舞駅 - 名古屋駅間に金山駅が新設開業[19][注釈 9]。
  - 9月27日：千種駅 - 金山駅間を複線高架化。
- 1964年（昭和39年）3月2日：金山駅 - 山王信号場間を複線化。
- 1966年（昭和41年）5月14日：名古屋駅 - 当駅 - 多治見駅間を電化。
- 1972年（昭和47年）3月：東海道本線の金山駅の計画を2面4線から1面2線に変更。
- 1987年（昭和62年）4月1日：国鉄分割民営化により東海旅客鉄道（JR東海）の駅となる[20]。

#### 名古屋市交通局（市電・地下鉄）
- 1908年（明治41年）5月3日：名古屋電気鉄道（のちの名古屋市電）熱田線の栄町 - 熱田駅前間開業。
  - 金山橋電停は1922年（大正11年）8月1日の市営化時点で既に存在した。
- 1967年（昭和42年）3月30日：名古屋市営地下鉄2号線金山駅 - 栄駅間延伸により、地下鉄の金山駅開業[21]。当初は終着駅であった[21]。
- 1969年（昭和44年）4月25日：名古屋市営地下鉄2号線に「名城線」の愛称を導入。
- 1971年（昭和46年）3月29日：名城線が名古屋港駅まで延伸（現在の名港線に当たる区間）、途中駅となる[21]。
- 1974年（昭和49年）
  - 3月30日：名古屋市営地下鉄4号線（現在の名城線の一部）が新瑞橋駅 - 金山駅間で開業[21]。名古屋港方面と新瑞橋方面の接続駅となる。
  - 3月31日：名古屋市電金山橋電停廃止。

#### 金山総合駅完成後
- 1989年（平成元年）7月9日：金山総合駅として一新[9]。
  - 名鉄の金山橋駅を現在地に移転、金山駅に改称[9]。
  - JR東海道本線の熱田駅 - 名古屋駅間に金山駅が新設開業[22]。東海道本線および中央本線の特急・急行を除く全てのライナー・快速系統・普通列車が停車するようになる。
    - ただし、直後の7月15日 - 11月26日に世界デザイン博覧会が開催された時には、一部の特急「しなの」の臨時停車が行われたほか、名古屋駅発着の一部の特急「しらさぎ」・「ひだ」が当駅まで延長された[23]。
- 1992年（平成4年）2月15日：JR改札口に自動改札機を導入[24]。
- 2004年（平成16年）
  - 3月20日：名鉄東口改札（無人）新設。駅内の商業施設 金山プラザがリニューアルオープン。
  - 6月1日：ループ金山オープン。地下鉄駅がバリアフリー化され、エレベーター使用開始。
  - 10月6日：名古屋市営地下鉄が環状運転を開始、環状部の愛称を「名城線」、金山駅 - 名古屋港駅間の愛称を「名港線」とする。
  - 12月21日：名鉄西口改札新設。
  - 12月22日：JR・名鉄連絡改札新設。この時名鉄線駅とJR線駅にエレベーターが設置された。
- 2005年（平成17年）3月1日：中央本線の特急「しなの」の一部が停車するようになる。
- 2006年（平成18年）11月25日：JR東海でICカード「TOICA」の利用が可能となる。
- 2011年（平成23年）
  - 1月17日：JR中央線の在来線運行管理システムの更新に伴い、JR東海が中央線ホームの新型案内放送を千種駅とともに先行導入。
  - 2月11日：名鉄・名古屋市交通局でICカード「manaca」の利用が可能となる。
- 2012年（平成24年）
  - 2月29日：トランパスの使用を終了。
  - 4月21日：TOICA・manaca相互利用開始。当駅のJR - 名鉄連絡改札口では、いずれかのIC乗車カード1枚での乗り継ぎが可能になった。
- 2014年（平成26年）11月16日：東海道線の在来線運行管理システムの更新に伴い、JR東海が東海道線ホームの新型案内放送を岡崎駅とともに先行導入。
- 2018年（平成30年）1月31日：東海道線のホームである3番線最後尾に可動式ホーム柵が設置。実証実験開始[25]。2021年3月1日より使用開始[26][27]。
- 2020年（令和2年）
  - 7月5日：市営地下鉄の1・4番線で可動式ホーム柵使用開始[28]。
  - 7月12日：市営地下鉄の2・3番線で可動式ホーム柵使用開始[28]。
  - 11月28日：JR東海がQRコード式ホームドア開閉システム[注釈 10]実証実験を開始[29]。
- 2021年（令和3年）3月1日：東海道本線上り（3番線）でホームドア使用開始[26][27]。なお、東海道本線下り（4番線）は同年12月4日使用開始した[27]。
- 2024年（令和6年）10月：名鉄が上り3番線ホームにホームドアの実証試験を実施[30]。

## 駅構造

### 名古屋鉄道
島式ホーム2面4線（有効長は19m車10両分）を有する地上駅である。駅番号はNH34。
名鉄の駅のみ熱田区に位置している。駅舎は公共通路を挟んで東棟と西棟に分かれており、改札口は東棟に東改札口（金山橋側。この改札口のみ終日無人）と中央改札口、西棟に西改札口とJR乗換改札口の計4つが設置されている。
駅ナカ商業施設「μPLAT(ミュープラット) 金山」が2014年9月3日に、それまでの「金山プラザ」をリニューアルする形で開業した。
西棟コンコースにはホームと連絡するエレベーターがある。このコンコースには全日本空輸 (ANA) の自動チェックイン機が、中部国際空港開港の2005年より設置されていたが、2008年に撤去された。また、ミューチケット券売機は設置後わずか数箇月で同駅に移設されたが、2005年9月にJR乗換口から移設され改めて設置されたほか、同時に東棟コンコースにも設置された。
2022年度の設備投資計画より駅設備の大規模改良に着手しており、東棟エレベーターの増設やトイレの多機能化といった設備のバリアフリー化をはじめ、自動券売機や発車案内表示器の更新、ウォークイン型改札の新設、商業施設のリニューアルなどが進められた。発車案内表示器はLED式からディスプレイ式に変更され、新たに空港行き専用の表示器が新設されたほか、列車運行情報などを表示する「エムビジョン」が併設された。このほか、ホームドア導入に向けた実証実験の準備も進められている。
設備投資計画にある西改札口の商業展開の一環として、2023年（令和5年）9月20日にファミリーマート エスタシオ名鉄金山駅西口店が開店した。同店は改札外に有人店舗、改札内に無人店舗を設けた全国初のハイブリット型店舗で、名鉄グループとしては無人店舗自体が初の導入となる。また改札外の有人店舗内には名鉄沿線の物産品を扱うアンテナショップ「IKO→MaI」を併設している。

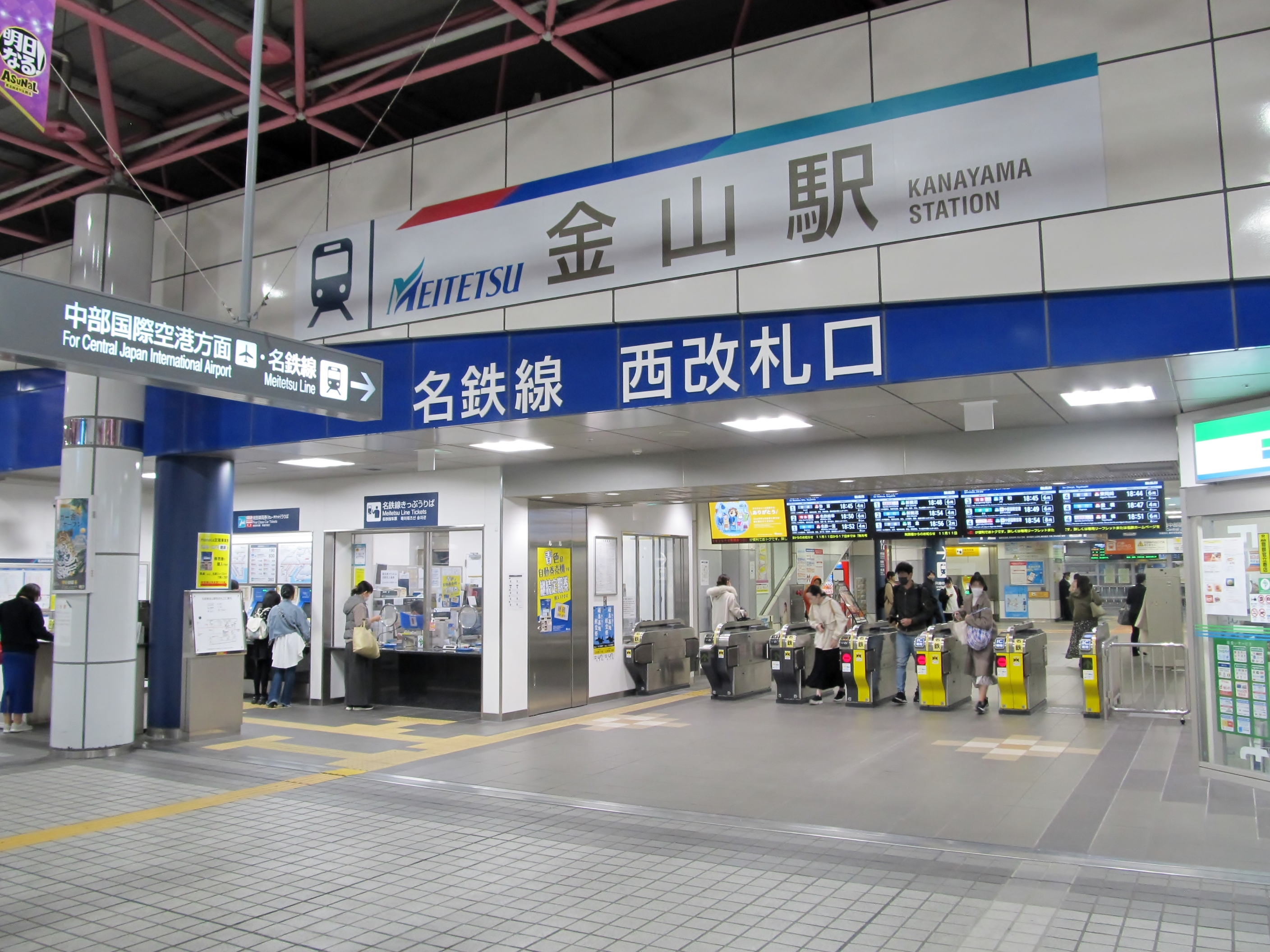
西改札口（2023年11月）
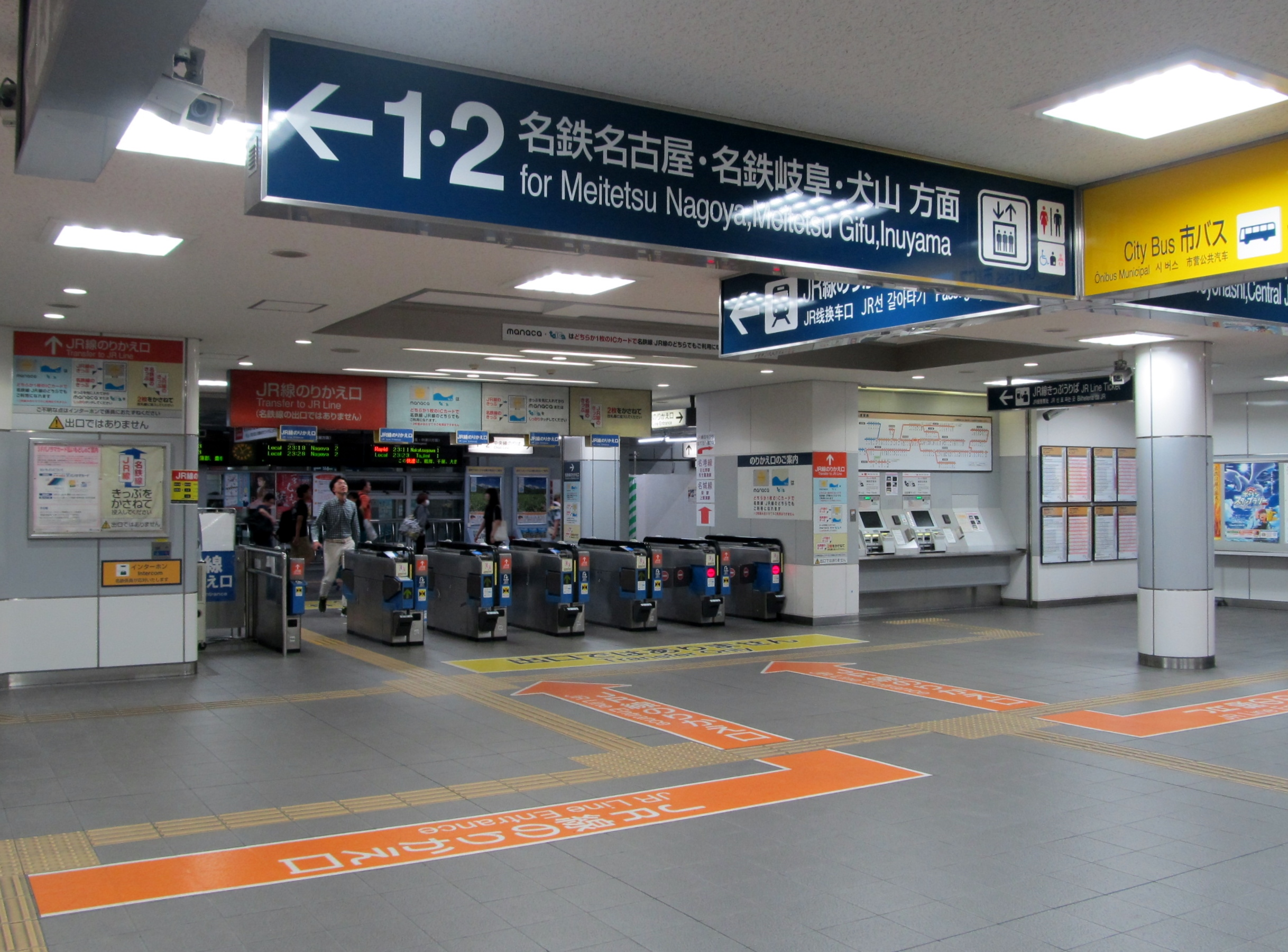
JR乗換改札口（2018年7月）
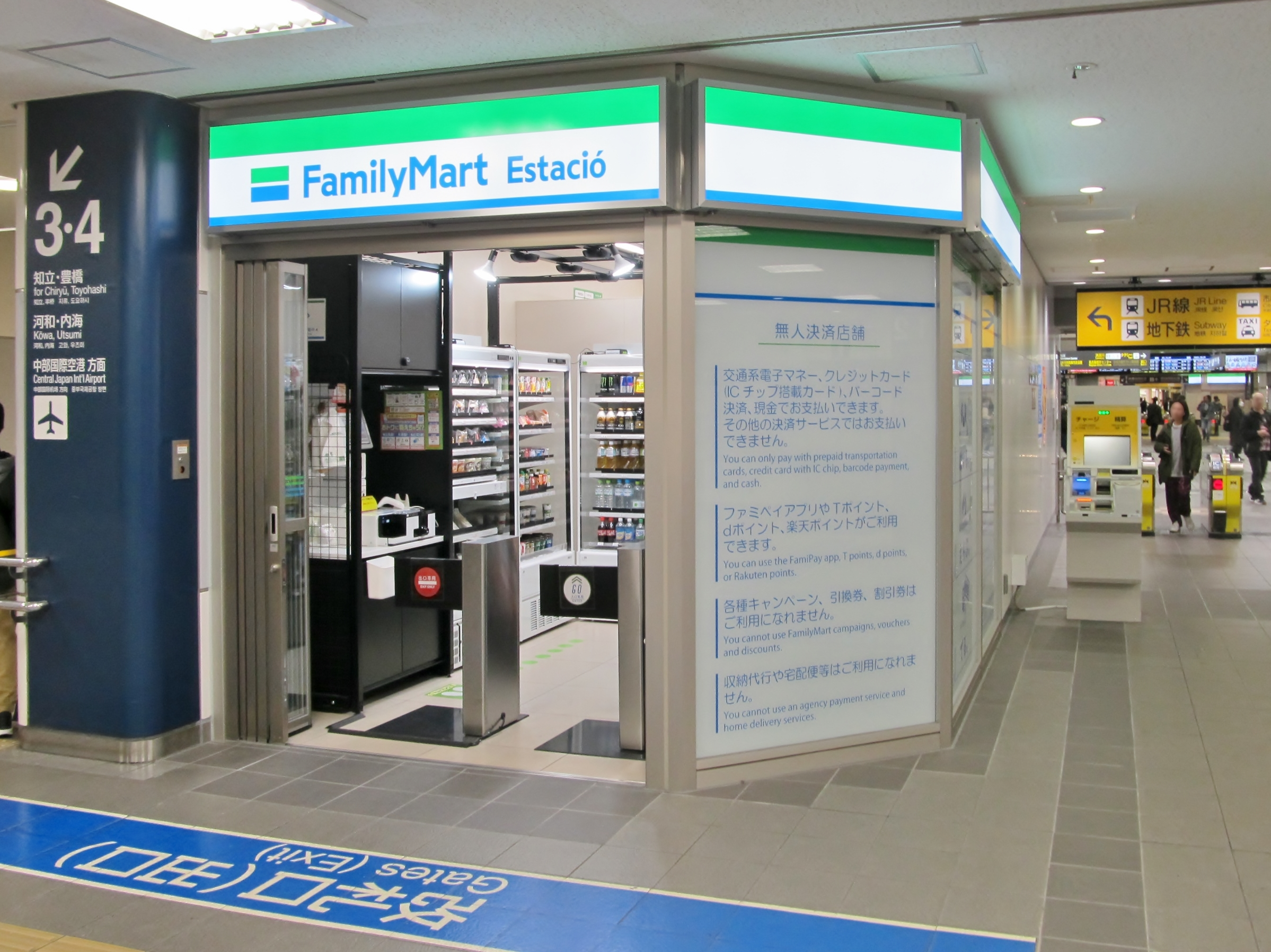
無人店舗（2023年11月）

改札口にある発車標は、名鉄岐阜・津島方面、岩倉・犬山方面、中部国際空港・河和方面、知立・豊橋方面の4つに分かれて表示されるほか、中央改札口には中部国際空港行き専用の案内表示器が設置されている。

#### のりば

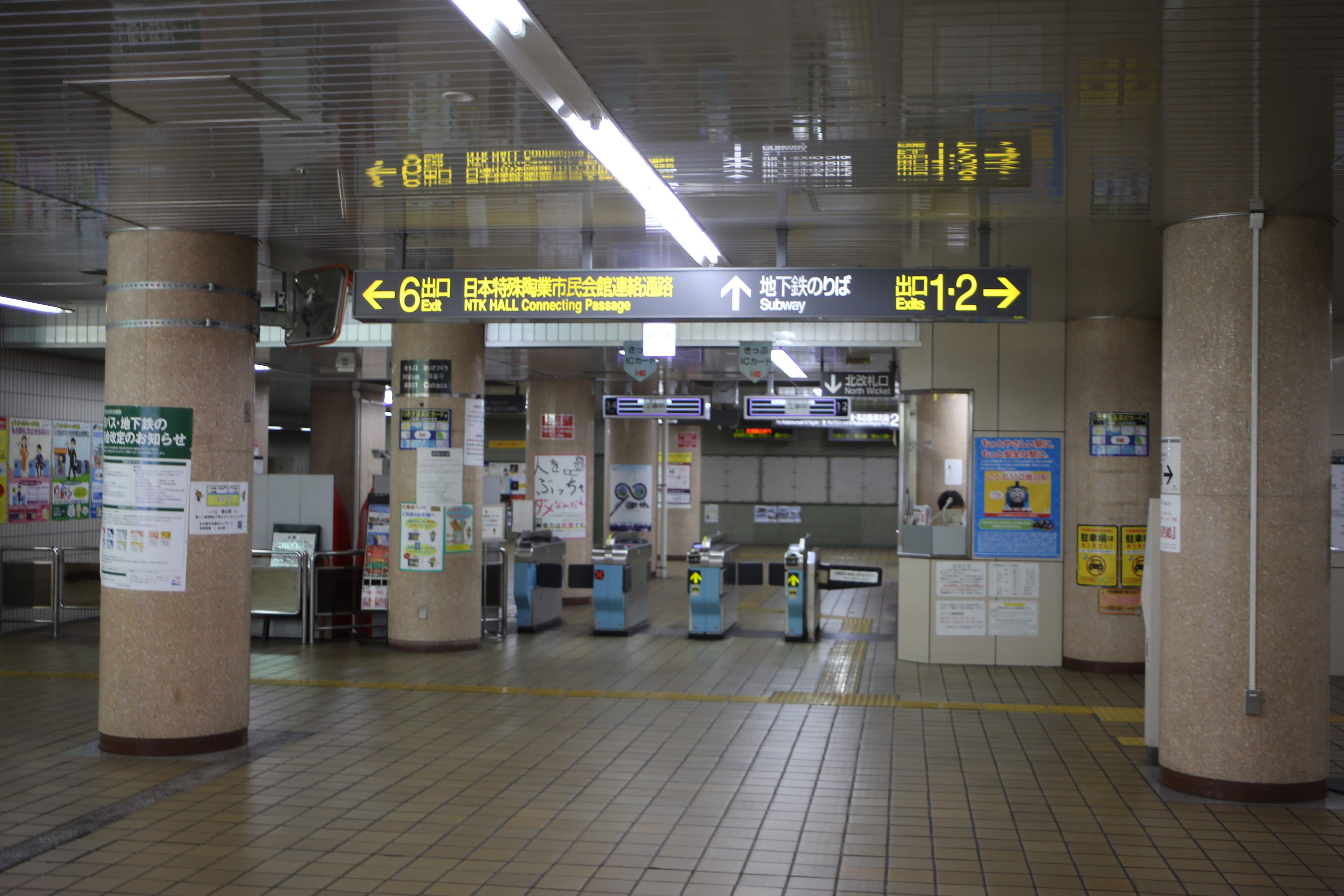
改札口（2019年12月）
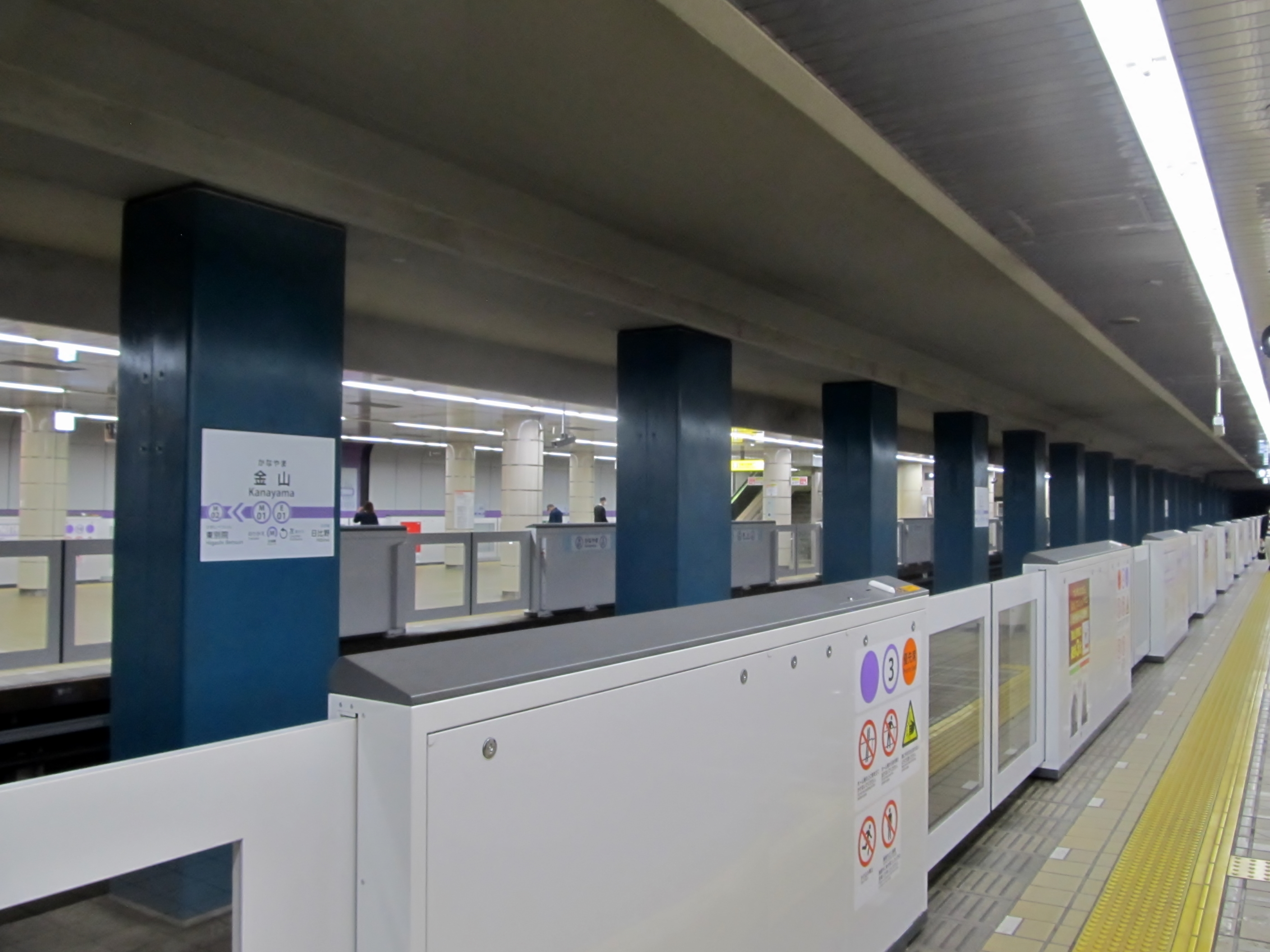
ホーム（2021年4月）

| 番線 | 路線                              | 方向 | 行先                           |
| ---- | --------------------------------- | ---- | ------------------------------ |
| 1・2 | NH 名古屋本線 TB 津島線 IY 犬山線 | 下り | ■ 名鉄一宮・名鉄岐阜方面       |
| 1・2 | NH 名古屋本線 TB 津島線 IY 犬山線 | 下り | ■ 津島方面                     |
| 1・2 | NH 名古屋本線 TB 津島線 IY 犬山線 | 下り | ■ 岩倉・犬山方面               |
| 3・4 | NH 名古屋本線                     | 上り | ■ 東岡崎・豊橋方面             |
| 3・4 | TA 常滑線                         | 下り | ■ 中部国際空港・河和・内海方面 |

ホームは方向別に完全に分離されている神宮前駅と同様、名古屋本線豊橋方面発着の列車が1・4番線、常滑線発着の列車が2・3番線を使用することがほとんどである。なお、中部国際空港行きのミュースカイは、主に4番線から発車する。当駅から神宮前駅までは複々線だが、神宮前駅では転線できないので豊橋方面発着は外側のみ、常滑線発着は内側のみ走行する。
上下それぞれ2線ずつ設けられた線形となっているが、当駅で待避（追い越し）を行う列車は平日は、深夜1本（2392列車）、土休日は、朝3本（650B列車・793列車・723E列車）、深夜2本（2350G列車・2392列車）しかない。当駅を出ると下りは名古屋本線二ツ杁駅（急行は新清洲駅）または犬山線西春駅、上りは名古屋本線堀田駅（急行・準急の待避は本笠寺駅）または常滑線大江駅まで列車待避ができない。
中部国際空港の開港にともない豊橋駅発着の中部国際空港駅への乗り入れ列車の折り返しを行うために神宮前方に複々線に跨る渡り線を増設したが、この渡り線を使用する営業列車は2011年3月のダイヤ改正以降は存在しない。
常滑線からの普通列車はほとんど当駅で折り返しとなるため、2・3番線から留置線が名鉄名古屋駅側に2本延びている。
回送列車や特急列車の通過がある東海道本線や中央本線とは異なり、回送列車も含め全列車が停車する。

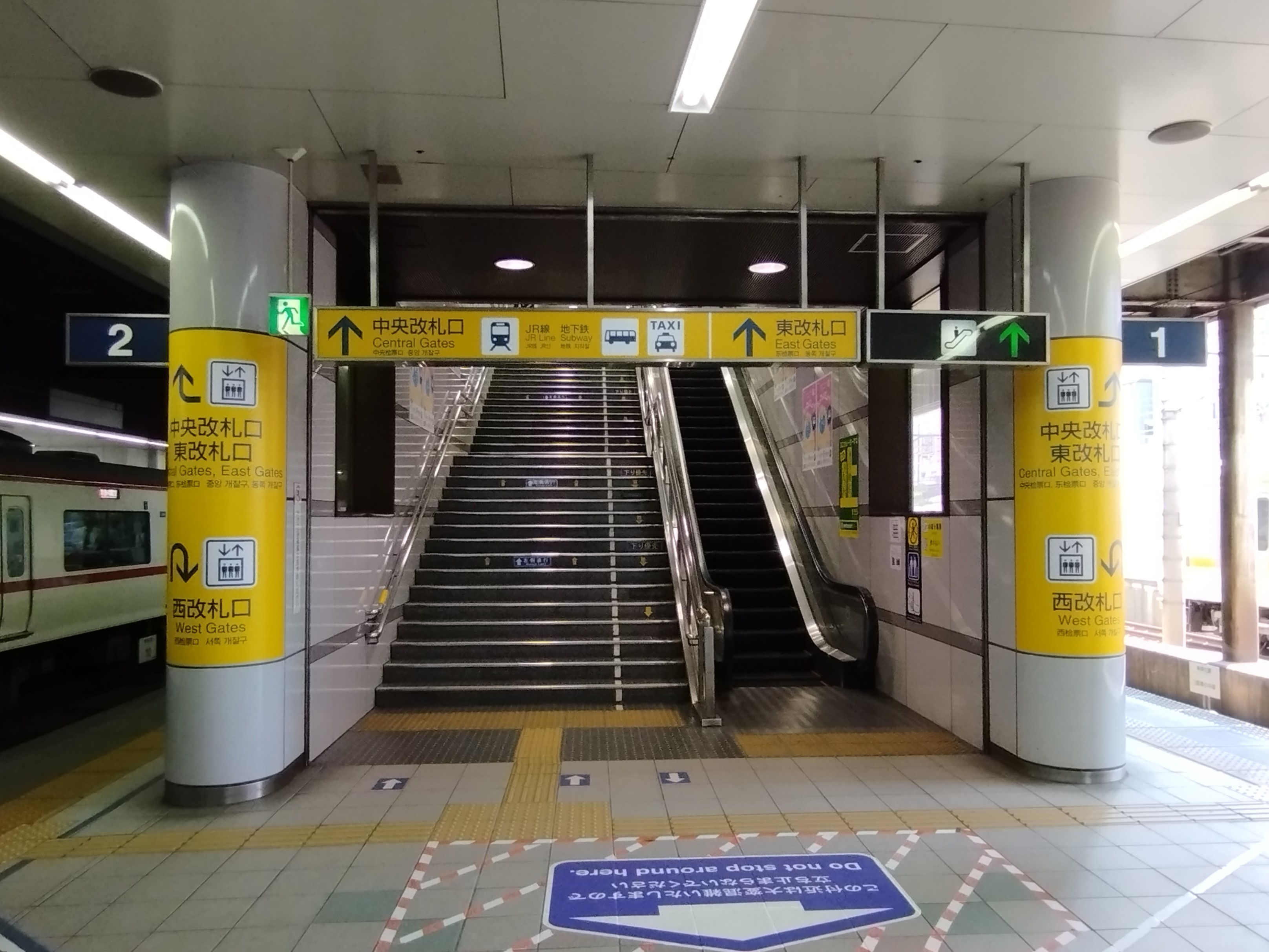
1・2番線ホーム（2023年4月）
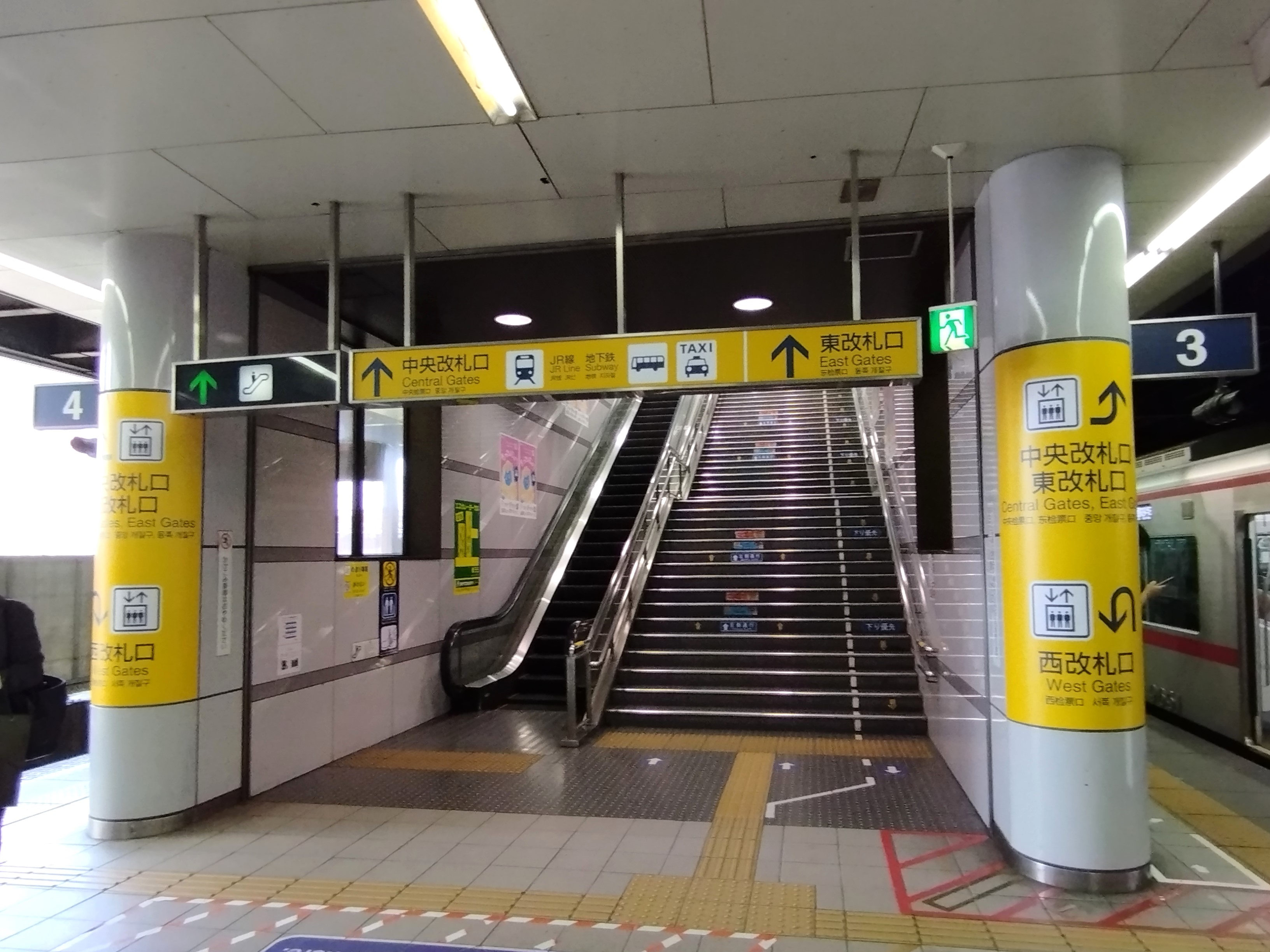
3・4番線ホーム（2023年4月）
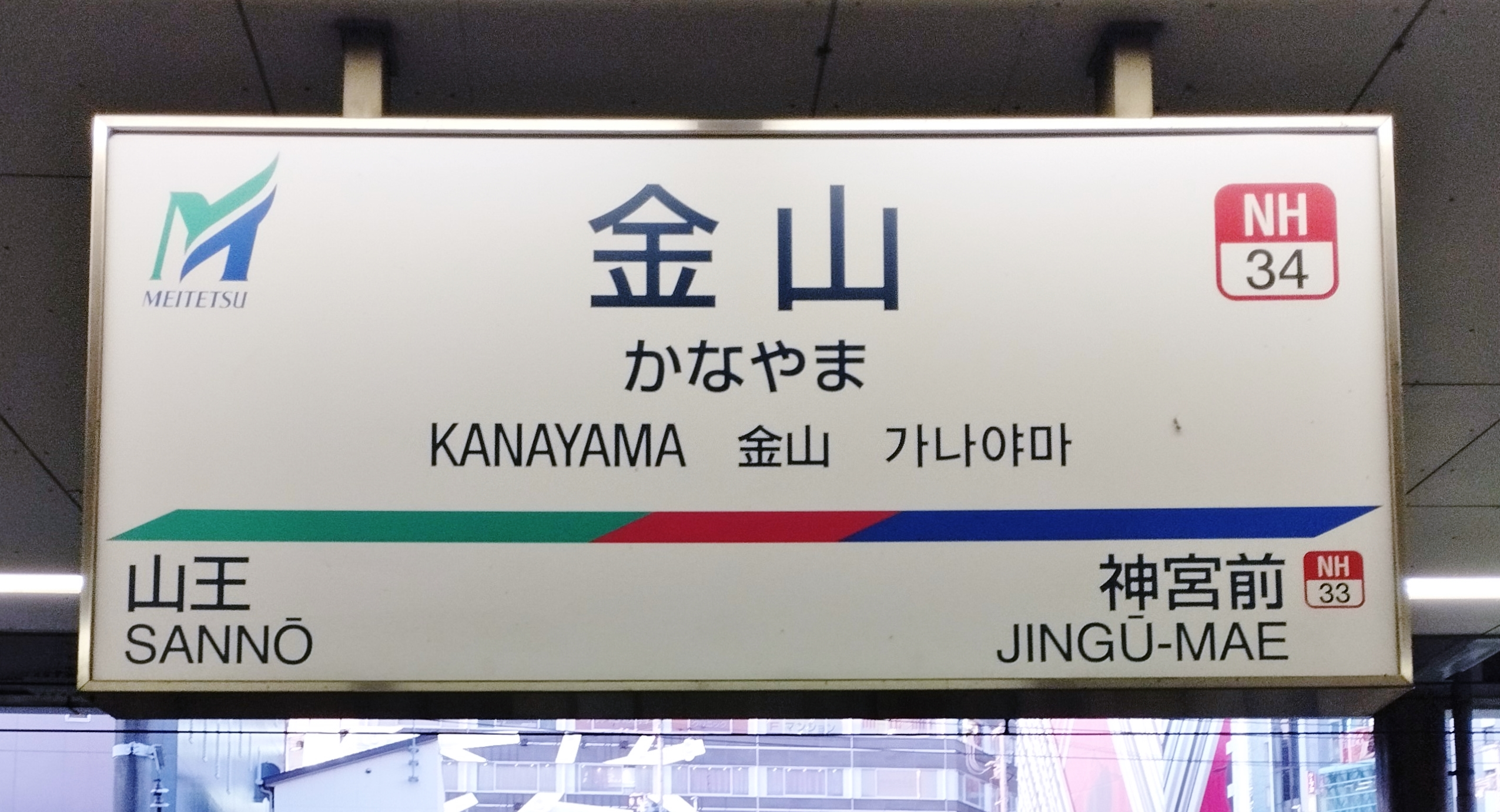
駅名標（2023年5月）

### JR東海
東海道本線と中央本線でそれぞれ島式ホームを1面2線ずつ、計2面4線を有する地上駅。直営駅（駅長・駅員配置駅）で、管理駅でもあり熱田駅および鶴舞駅を管理する。駅番号は中央本線がCF01、東海道本線がCA66。特定都区市内制度における「名古屋市内」エリアに属している。東海道本線のホームは名鉄のホームより南側に設置されており、熱田区になる。両線とも名鉄のホームより西側にずれており、中央本線のホームは鶴舞駅側を向いて左にカーブしている。
かつて根室本線にあった同名の駅と区別するため、当駅発着のきっぷには「（中）金山」と印字される（特定都区市内制度が適用されるきっぷは除く）。
JR全線きっぷうりばと2024年まで所在していたJR東海ツアーズ金山支店（2024年9月時点でPRECIOUS DELI & GIFT KANAYAMAが展開している）が隣接している。JR改札口付近、ならびに東海道線ホーム、中央線ホームの3箇所にそれぞれ自動体外式除細動器（AED）が設置されている。また、バリアフリー用エレベーター・エスカレーターが整備されている。
JRとしての金山駅は中央本線の信号場（古渡信号場）を移設・格上げしたものである。東海道本線のホームは1989年に設置されたが、それまで東海道本線熱田駅 - 名古屋駅の間には駅がなかった。このことから所属線区は中央本線となっている。東海道本線にホームが設置されるまでは中央本線の快速も通過していた。現在では東海道本線は特別快速以下の列車、中央本線は「ホームライナー」・快速・普通と一部の特急「しなの」が停車する。東海道本線は平日夕方のラッシュ時には大垣方面へ、当駅始発の快速列車の設定が数本存在する。当駅には引き上げ線や渡り線がないため、車両は留置先の熱田駅などから回送される。
東海道本線の駅設置に伴い、中央本線との乗換駅は名古屋駅から金山駅に変更された。それに伴い、東海道新幹線の三河安城駅以東（東京駅）方面と中央本線の列車を名古屋駅で乗り継ぐ場合、東海道本線（在来線）の熱田駅以東と中央本線の各駅を金山駅を通過する列車を利用して名古屋駅で乗り継ぐ場合には、金山駅 - 名古屋駅の間が区間外乗車の適用対象とされ、同区間を除外して運賃を計算する。ただし、名古屋駅では途中下車ができず、改札を出場する場合には同区間の往復運賃が必要となる。JR東海ではこの区間外乗車の実例として、東海道新幹線と中央本線を利用した東京駅 - 多治見駅での運賃計算を図例で紹介している。東海道本線と中央本線の乗り換えには、名鉄名古屋本線をまたぐ通路を通る必要がある。改札口は名鉄とは異なり西棟にのみあり、中央本線ホーム側と、通路中央の名鉄乗換改札口の2か所である。
階段付近は非常に狭いため、2012年10月24日より1番線及び3番線の階段付近8 - 14 mを降車優先エリアとしている。特段大きな事故は発生していなかったが、2012年7月に電車との接触事故があったため、かねてから危険性を認識していた当時のJR東海社長山田佳臣により設置が決められた。設置当初は警備員が配備され、そのルールが徹底された。なお、降車優先エリア部分など非常に狭い部分には転落検知マットも設置されている。

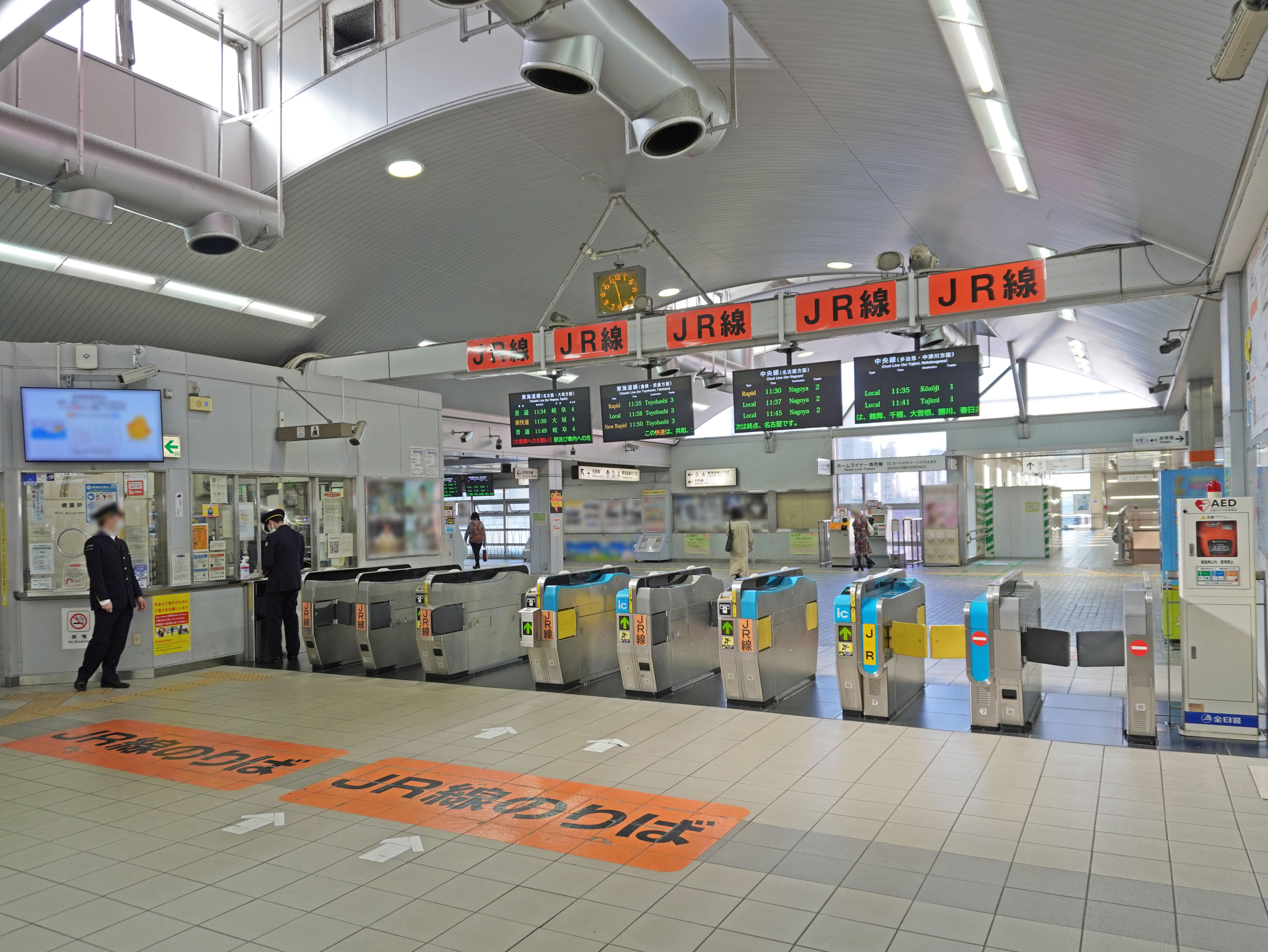
改札口（2022年11月）
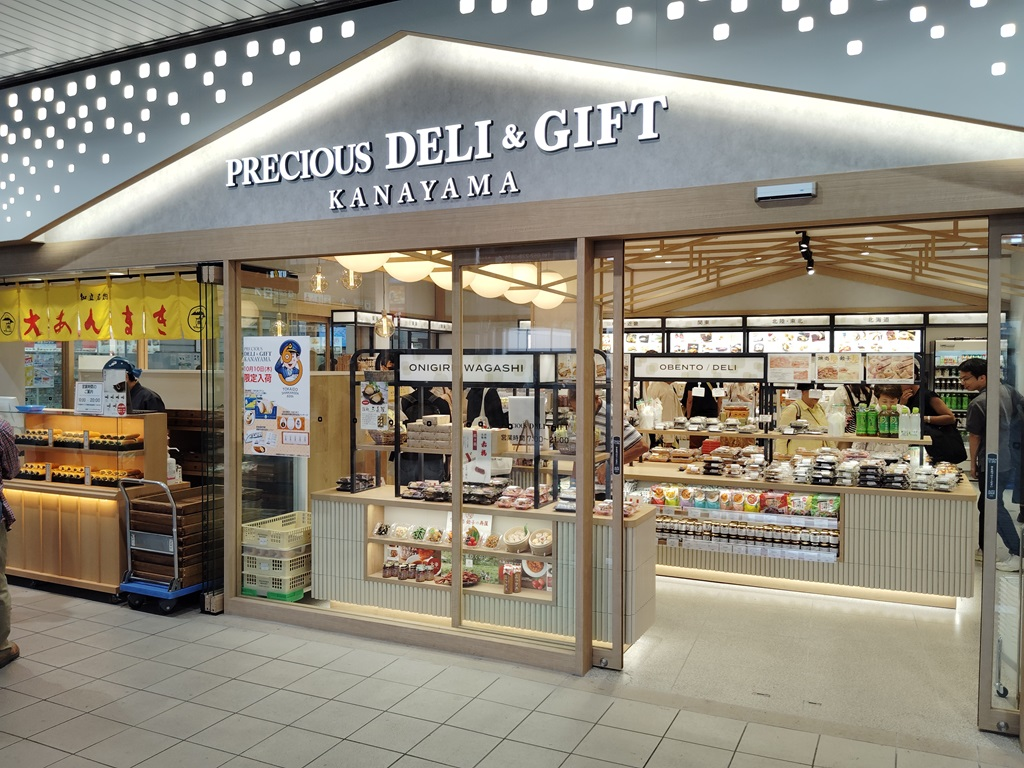
JR東海ツアーズ金山支店跡地に2024年に後継店舗としてデリカ・ギフトショップが設置されている[44][45]。
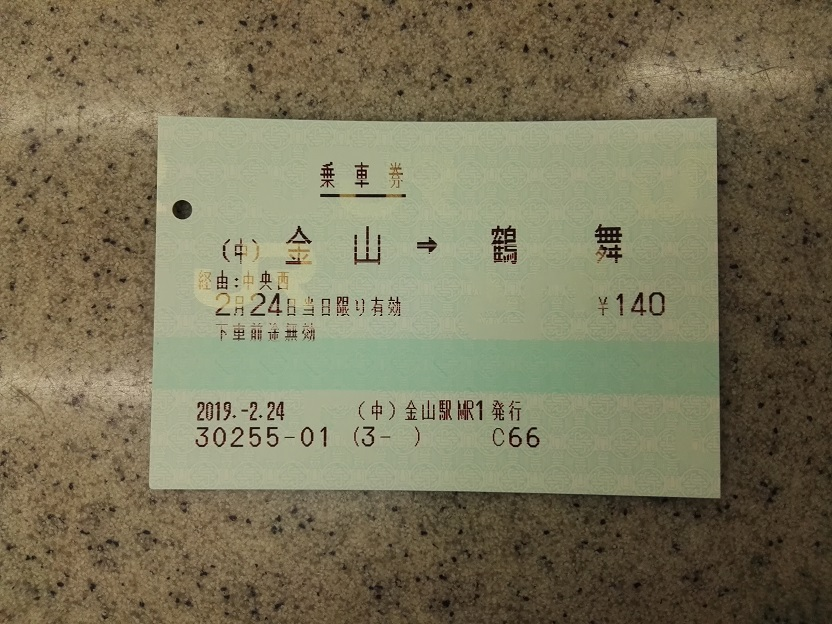
（中）金山と印字された切符（2019年2月）

#### のりば
| 番線 | 路線          | 方向 | 行先       | 備考                                                 |
| ---- | ------------- | ---- | ---------- | ---------------------------------------------------- |
| 1    | CF 中央本線   | 下り | 多治見方面 |                                                      |
| 2    | CF 中央本線   | 上り | 名古屋方面 | 尾頭橋駅は通過、旅客列車は全て名古屋駅が終点となる。 |
| 3    | CA 東海道本線 | 上り | 豊橋方面   |                                                      |
| 4    | CA 東海道本線 | 下り | 名古屋方面 |                                                      |

中央本線
ホームの有効長は21 m車12両対応であるが、普通・快速列車は8両編成に統一され、特急「しなの」も最長は10両編成である。
1番ホーム（多治見・中津川方面）に10両編成（特急「しなの」）の列車が入線した場合、1両目は列車とホームとの隙間がかなり開くため、足元に注意するよう喚起ステッカーが貼られている。

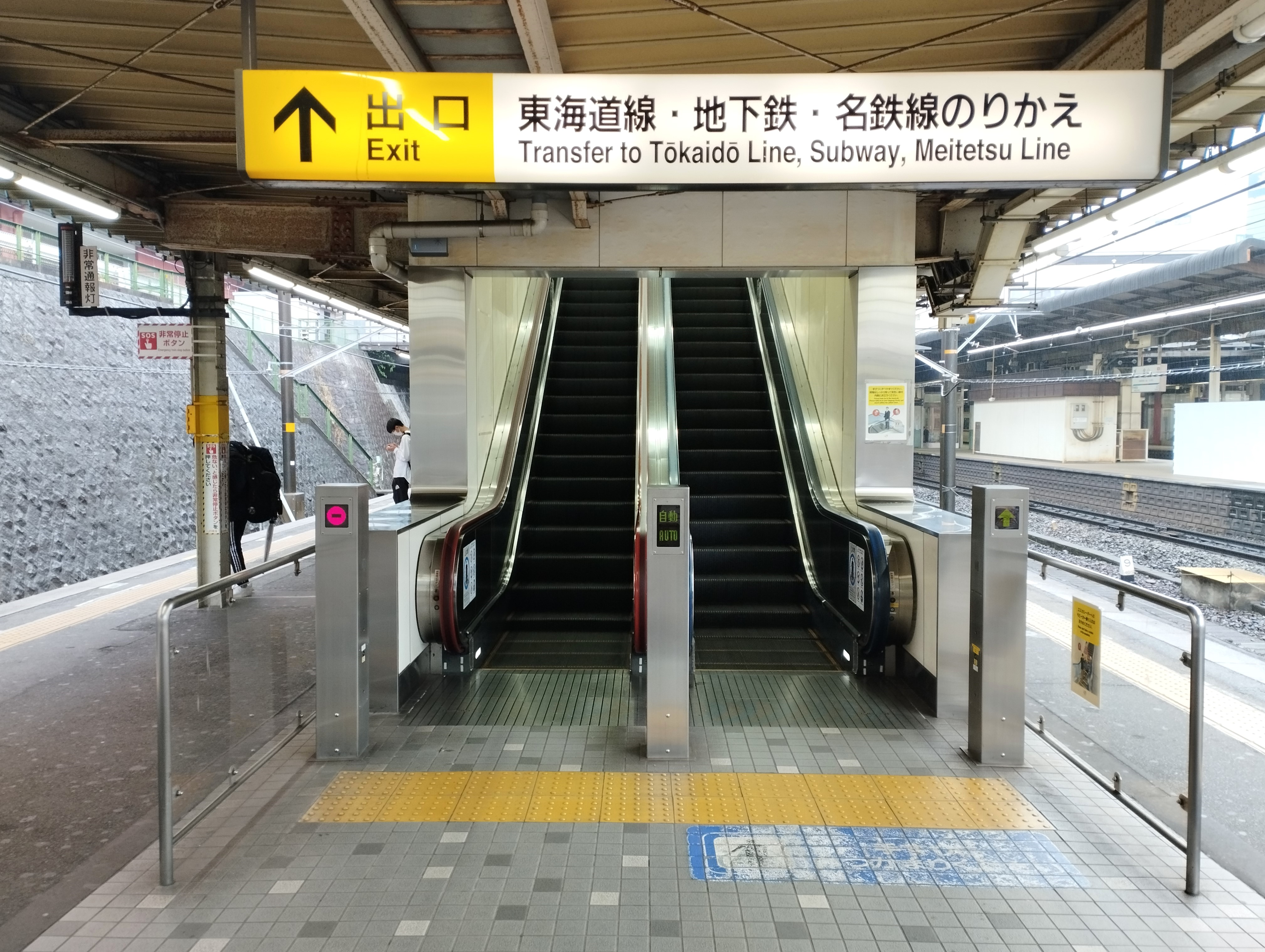
1・2番線ホーム（2023年4月）
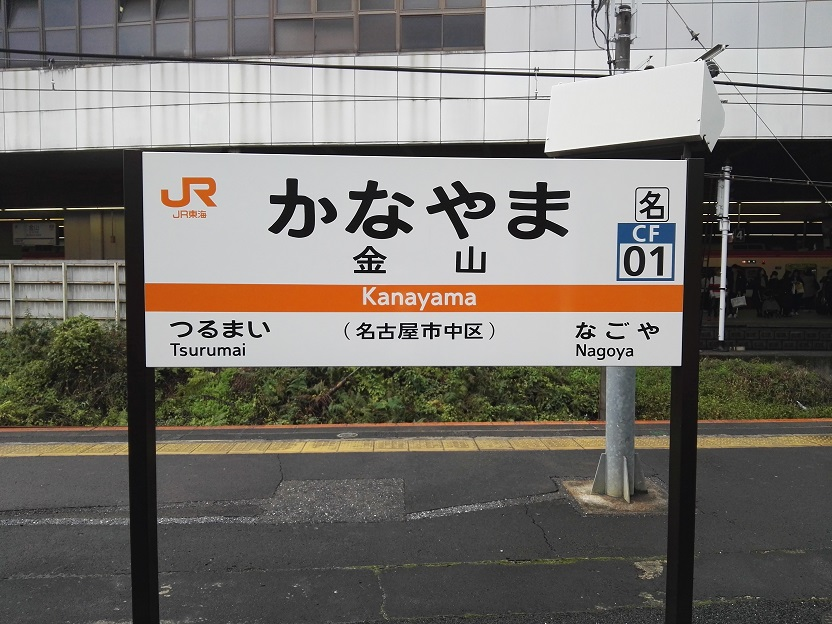
駅名標（2018年12月）

東海道本線
ホームの有効長は20 m車11両対応。かつて武豊線直通列車が乗降口にステップを設置していた気動車で運行されていたため、ホームの高さは920 mmとされていたが、同列車がステップを廃したキハ75形に統一された1999年に1,100mmへ嵩上げされている。
2018年1月31日より東海道本線3番ホーム最後尾（8両目）部分に可動式ホーム柵（以下ホームドア）の試作機1台が設置され、実証実験が開始された。同年秋まで実施される。実証実験は、近い将来同駅と刈谷駅に設置するために行われている。ホームドアはJR東海と三菱電機との共同開発で、高さ1.3m、全体で幅約9.2 m（うち開口幅は最大4m強）ある。車両の形式・種類ごとの違いにも対応できるようになっており、当初は車両入車時にはセンサーでドアが自動で開き、発車時には車掌がボタン操作でドアを閉める仕組みになっていた。開発費は7000万円で、設置に伴うホームの補強に5000万円が併せて投じられている。
2021年3月1日より東海道本線3番ホームにホームドアが設置され、使用を開始した。その後2021年12月1日より4番ホームにもホームドアが設置され、使用を開始した。。両ホームとも、ホームドア開閉時には東海道新幹線と同様の「乙女の祈り」が流れる。東海道本線の列車は最大で8両であり、ホームドア設置後は停車しない部分には柵が設置され、立ち入りできなくなっている。また開閉方式も改良され、QRコード読み取り式に変更された。

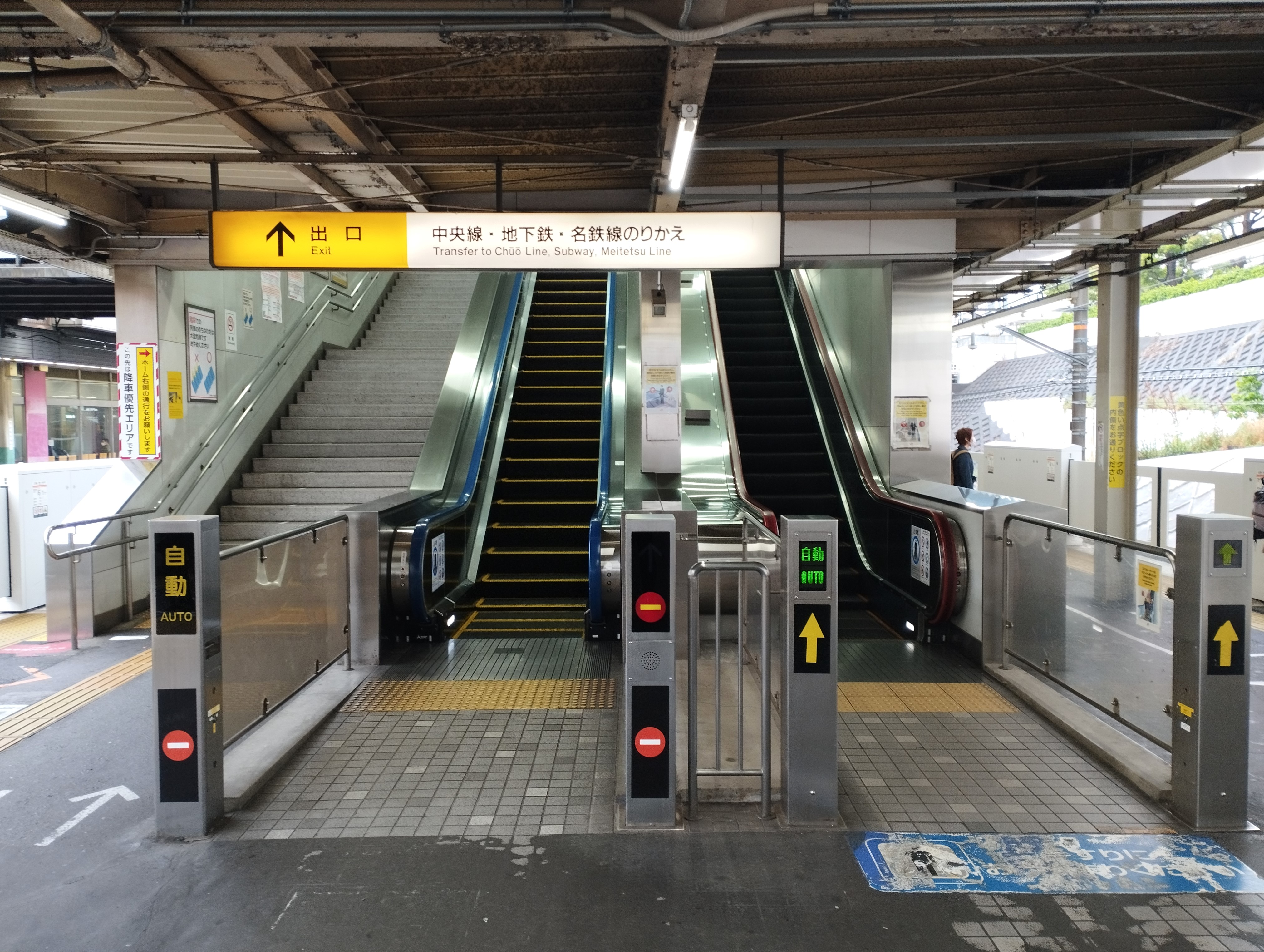
3・4番線ホーム（2023年4月）
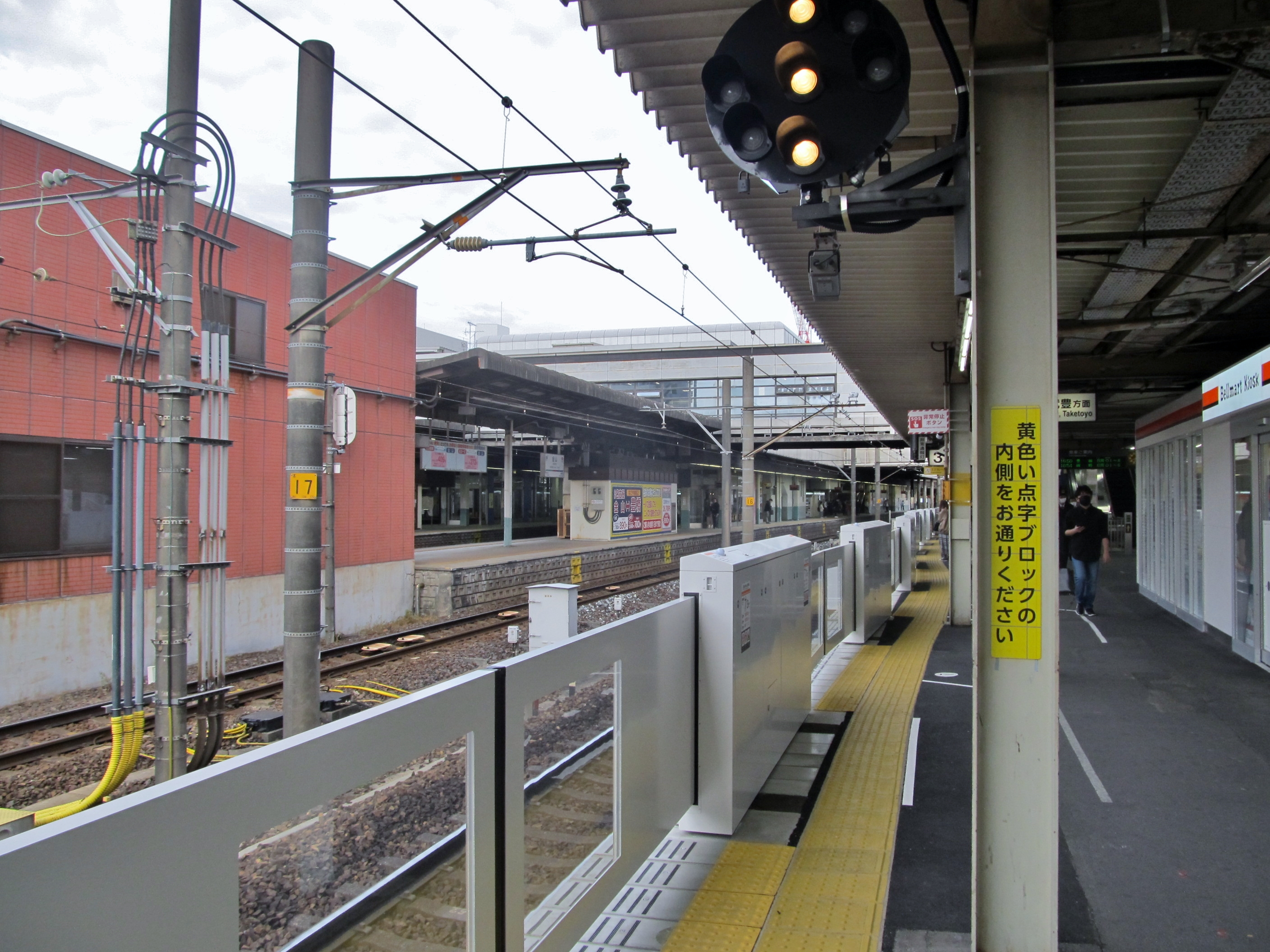
3番線ホームドア（2021年4月）
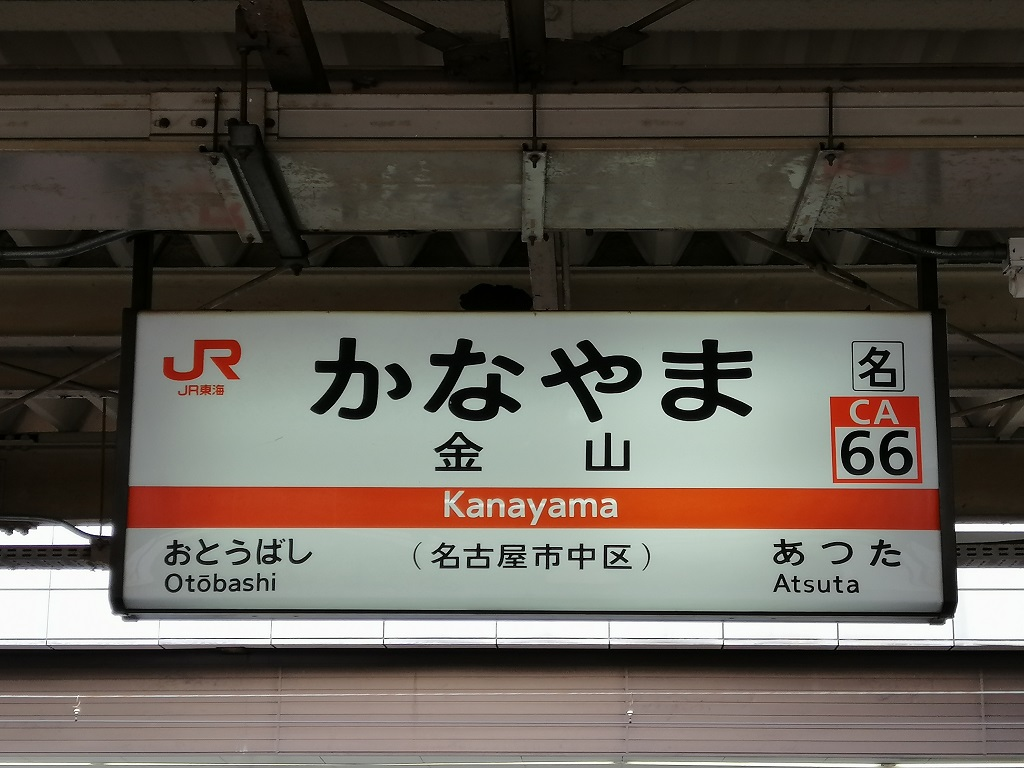
駅名標（2020年3月）

### 名古屋市営地下鉄
名古屋市営地下鉄の駅では唯一の同一場所に島式ホーム2面4線を有する地下駅となっており、名城線・名港線とも可動式ホーム柵が設置されている。外側2線が名城線、内側2線が名港線となっている。名港線の各駅と名城線の新瑞橋・八事方面を最短時間で行き来する場合、当駅で乗り換えとなる。駅番号は名城線がM01、名港線がE01。アクセントカラーは水色。地下鉄のホームはJRや名鉄の直下にはなく、やや北側に位置する。
東別院方には、早朝・夜間の名古屋港方面行き折り返し運転用の引上線が1本ある。新瑞橋・名古屋港側は4本の単線シールドトンネルによる立体交差となっている。
改札口は南、中、北の3つ。出入口は、公共通路へのエスカレータ・エレベーター、6か所の地上との出入口、 名古屋市民会館（愛称:Niterra日本特殊陶業市民会館）への地下連絡通路がある。南改札口の外はLoop金山の地下2階となっており、店舗が数軒ある。また、中改札口と北改札口の間には金山地下街がある。
名城線南部駅務区金山管区駅が管轄する駅であり、本山駅 - 八事日赤駅、総合リハビリセンター駅、妙音通駅 - 金山駅と名港線の全駅（名古屋港駅を除く）を管理している。
当駅を通る計画中の路線として金山線があるが、事業化の目処は立っていない。
右回り方面への線路は名港線からの線路が分岐器なしで接続しており、当駅を発車後に引き上げ線を分けた後、新瑞橋方面からの線路が合流する形になっている（反対方向は新瑞橋方面への線路から名港線の線路が分岐し引き上げ線に合流）。使用されることはないが2番ホームから右回り方面へ発車することも可能である。
名城線右回りでは、当駅止まり・当駅始発の列車が設定されており、4番ホームでの夜間滞泊が行われている。

#### のりば
| ホーム | 路線   | 方向   | 行先           | 備考                   |
| ------ | ------ | ------ | -------------- | ---------------------- |
| 1      | 名城線 | 左回り | 新瑞橋方面     |                        |
| 2      | 名港線 | -      | 名古屋港方面   |                        |
| 3      | 名城線 | 右回り | 栄・大曽根方面 | 名古屋港方面からの列車 |
| 4      | 名城線 | 右回り | 栄・大曽根方面 | 新瑞橋方面からの列車   |

（出典：名古屋市営地下鉄:駅構内図）
- 改札口（2019年12月）
- ホーム（2021年4月）

### 配線図

#### 地上
| ← 熱田駅 ← 神宮前駅                 | 金山駅 構内配線略図（JR東海・名鉄） | → 尾頭橋駅 → 山王駅 → 名古屋駅 |
|                                     | ↓ 鶴舞駅                            |                                |
| 凡例 出典: 橙線がJR東海、赤線が名鉄 |                                     |                                |

#### 地下
| ← 日比野駅 | 金山駅 構内配線略図（市営地下鉄） | → 東別院駅 |
|            | ↓ 西高蔵駅                        |            |
| 凡例 出典: |                                   |            |

## 利用状況
金山駅の総合駅化によって利便性が向上したため、1989年（平成元年）から1993年（平成5年）にかけてJR、名鉄、地下鉄ともに利用者が急増した。以降はほぼ横ばいで推移したが、名鉄は1993年（平成5年）以降一時的に減少に転じた。これは同年に実現した上小田井駅経由の犬山線・鶴舞線相互乗入れによる交通流動の変化が影響したと考えられる。
名鉄交通広告の公式サイトによると、JR・名鉄・地下鉄を含めた金山総合駅全体の利用者数は、2010年現在1日平均396,038人である。
『名古屋市統計年鑑』によると、JR・名鉄・地下鉄を含めた金山総合駅全体の乗降客数は、2013年現在1日平均430,298人である。

### 各駅ごとの利用状況
（以下、出典の関係から「乗降人員」と「乗車人員」が混在しているため、比較の際は注意を要する）

#### 名古屋鉄道
名鉄の駅では名鉄名古屋駅に次いで2番目に多い。改札を通る利用のほか、同一方向の乗り継ぎを行う客も多いため、改札を通らない客を含めると利用客は名鉄名古屋駅よりかなり多くなる。
- 「移動等円滑化取組報告書」によると、2019年度の1日平均乗降人員は172,387人である[57]。
- 『名鉄120年：近20年のあゆみ』によると2013年度当時の1日平均乗降人員は156,516人であり、この値は名鉄全駅（275駅）中2位、名古屋本線（60駅）中2位であった[58]。
- 『名古屋鉄道百年史』によると1992年度当時の1日平均乗降人員は139,989人であり、この値は岐阜市内線均一運賃区間内各駅（岐阜市内線・田神線・美濃町線徹明町駅 - 琴塚駅間）を除く名鉄全駅（342駅）中2位、 名古屋本線（61駅）中2位であった[59]。
- 『名鉄時刻表 1990 Vol.7』によると、1989年度下半期の1日平均乗降人員は105,947人であり、この値は名鉄全駅中2位であった[60]。
- 『名鉄 1983』によると、1981年度当時の金山橋駅の1日平均乗降人員は85,311人であり、この値は名鉄全駅中2位であった[61]。
- 『創立70周年記念 今日と明日の名鉄』によると、1960年度当時の金山橋駅の1日平均乗降人員は46,631人であり、1963年度の値は60,175人であった[62]。
- 『岡崎市戦災復興誌』掲載の統計資料によると、1948年（昭和23年）11月1日 - 1949年（昭和24年）4月30日間の半期における一日平均乗降人員は14,451人であり、この値は名鉄全駅中4位であった[63]。

#### JR東海
- 『移動等円滑化取組計画書』によると2023年度当時の1日平均乗降人員は137,001人であり、この値は新幹線を除くJR東海全駅（395駅）中2位、 東海道本線（86駅）中2位、中央本線（40駅）中2位であった[64]。

#### 名古屋市交通局
『交通局事業概要（令和元年度）』によると2019年度当時の1日平均乗車人員は82,211人であり、この値は名城線では栄駅に次いで2位、名港線では1位、地下鉄全駅では名古屋駅（1位）が加わるため3位である。

#### 1日平均乗車人員
「名古屋市統計年鑑」によると、近年の1日平均乗車人員の推移は下表の通り推移している。
| 年度               | 名鉄乗車人員（人/日） | JR乗車人員（人/日） | 地下鉄乗車人員（人/日） |
| ------------------ | --------------------- | ------------------- | ----------------------- |
| 1999年（平成11年） | 62,372                | 45,725              | 56,283                  |
| 2000年（平成12年） | 59,785                | 44,897              | 53,948                  |
| 2001年（平成13年） | 58,463                | 45,343              | 56,505                  |
| 2002年（平成14年） | 56,947                | 45,670              | 54,331                  |
| 2003年（平成15年） | 56,267                | 46,336              | 54,881                  |
| 2004年（平成16年） | 63,988                | 47,292              | 61,581                  |
| 2005年（平成17年） | 70,049                | 51,285              | 67,629                  |
| 2006年（平成18年） | 70,947                | 53,081              | 69,074                  |
| 2007年（平成19年） | 72,077                | 55,382              | 70,501                  |
| 2008年（平成20年） | 73,167                | 56,759              | 71,313                  |
| 2009年（平成21年） | 71,893                | 56,244              | 70,125                  |
| 2010年（平成22年） | 72,178                | 56,291              | 70,807                  |
| 2011年（平成23年） | 73,371                | 56,364              | 72,536                  |
| 2012年（平成24年） | 74,674                | 58,377              | 74,295                  |
| 2013年（平成25年） | 77,351                | 61,704              | 76,094                  |
| 2014年（平成26年） | 77,939                | 63,319              | 77,041                  |
| 2015年（平成27年） | 81,039                | 66,078              | 79,350                  |
| 2016年（平成28年） | 82,648                | 68,057              | 80,769                  |
| 2017年（平成29年） | 83,446                | 69,010              | 80,728                  |
| 2018年（平成30年） | 85,408                | 70,421              | 82,964                  |
| 2019年（令和元年） | 85,894                | 70,874              | 82,211                  |
| 2020年（令和2年）  | 62,550                | 52,408              | 55,992                  |

## 駅周辺

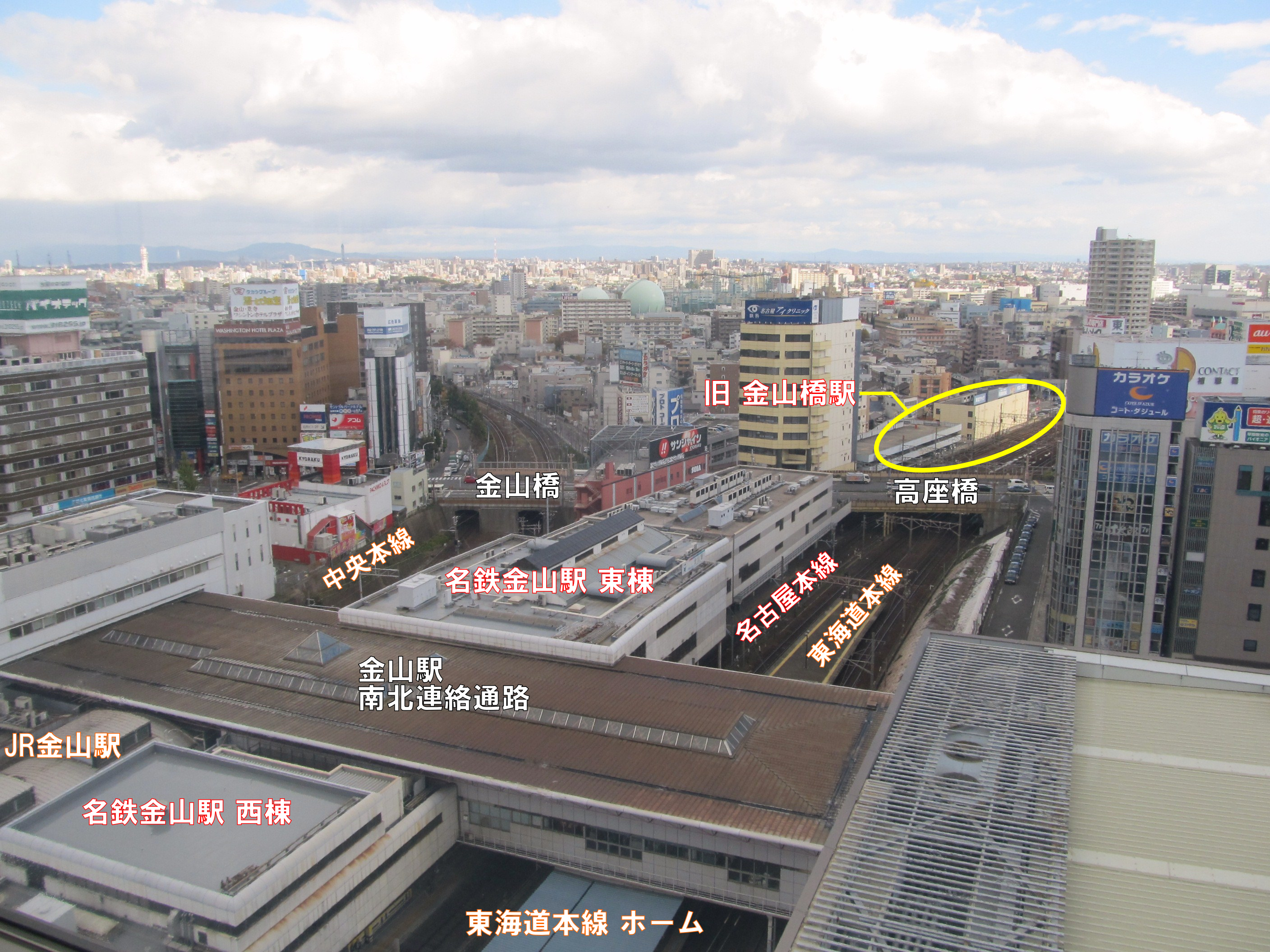
金山駅より東方の景観

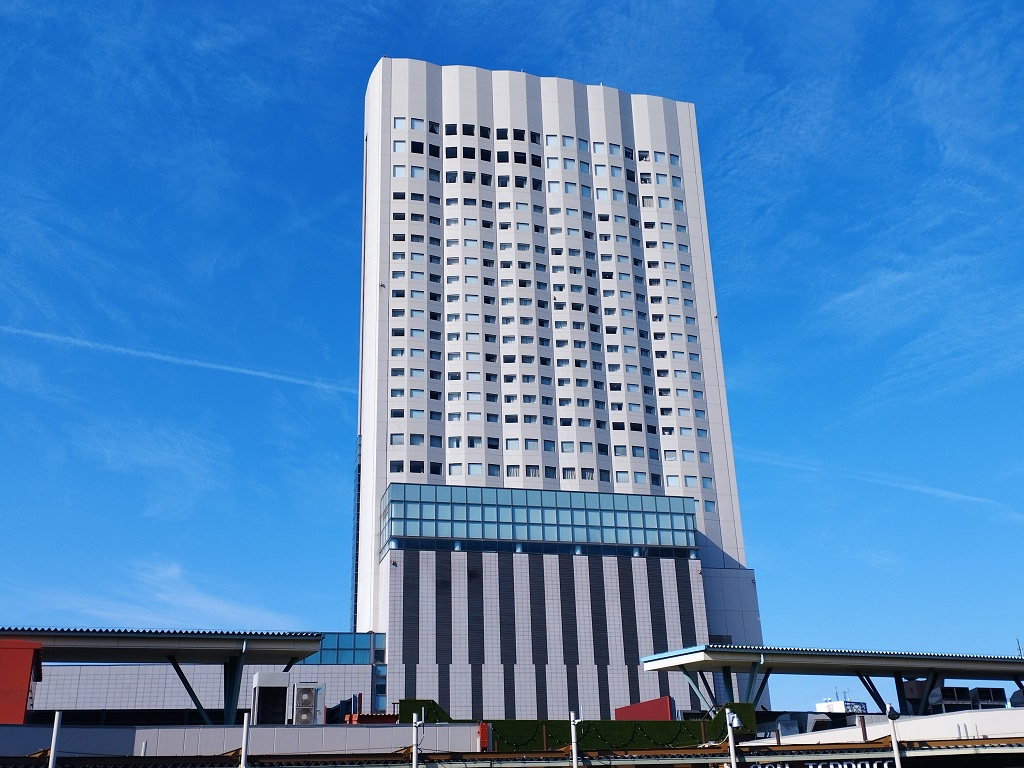
金山南ビル

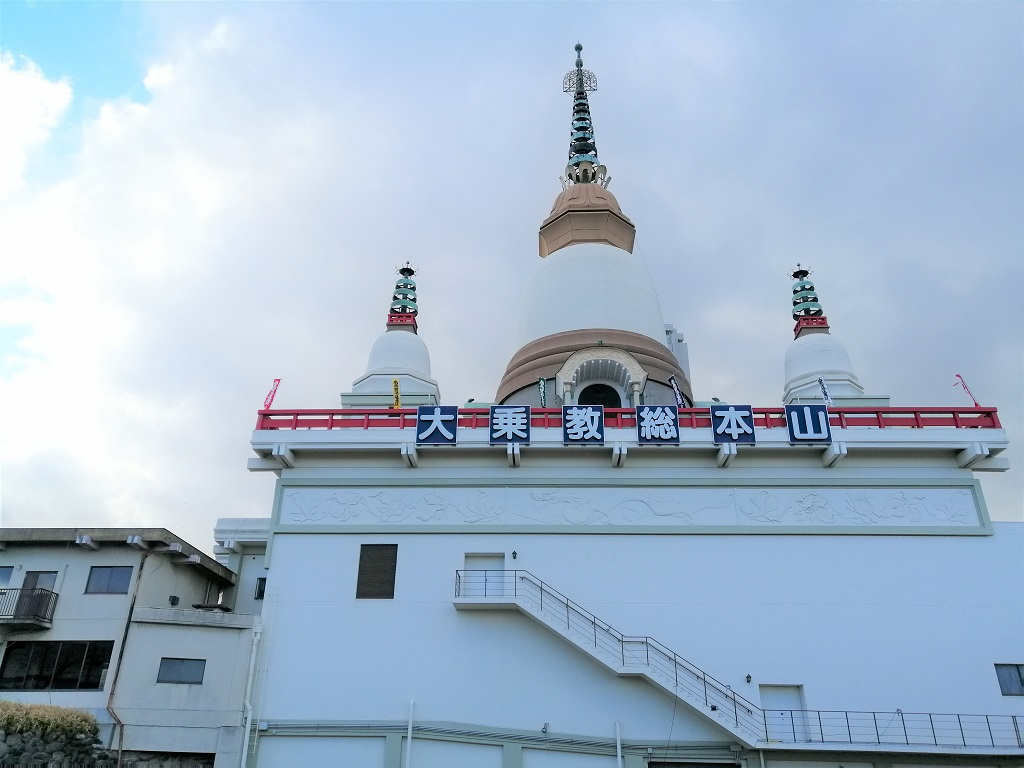
車窓から見える大乗教総本山

金山総合駅として整備されたことにより、駅周辺の事業用地、商業地としての価値が上昇し、施設の立地や集積に伴う建物の高層化が進行している。国土交通省による調査では当駅周辺を「中高層の店舗兼事務所が林立する商業地区」と評している。
北口側には金山バスターミナル、複合商業施設「アスナル金山」があり、新設された南口側には駅前再開発事業で1999年4月に開業した金山南ビルがある。金山南ビルにはANAクラウンプラザホテルグランコート名古屋などが入居する。南口は広場になっており、土日祝日などには、ストリートミュージシャンなどによるライブやバザー等のイベントが頻繁に行われている。manaca導入後は、金山駅構内も含め多くの飲食店などでmanacaが使用できるようになっている。
一方、名鉄金山橋駅が廃止されたことで波寄町（旧・金山橋駅前付近）の商店街は衰退し、地価が比較的安価なこともあって、現在は商業地から住宅地へと土地利用が変化しつつある。

### 公共施設
- 名古屋市民会館 - ネーミングライツによる愛称として「Nittera日本特殊陶業市民会館」と呼称されている。
- 名古屋市音楽プラザ
- 中川税務署
- 名古屋市金山市税事務所

### 商業施設
- アスナル金山
- LOOP金山
  - 金山地下街
- イオンモール熱田 - シャトルバスも利用可能。
- イオン金山店（旧・ダイエー金山店） - 2014年（平成26年）7月3日に再オープン[68]。

### 金融機関
- ループ金山郵便局
- 名古屋流町郵便局
- 名古屋平和郵便局
- 名古屋正木郵便局
- 名古屋沢上郵便局
- 三井住友信託銀行 金山橋支店
- 三菱UFJ銀行金山支店・熱田支店・六番町支店（いずれも金山支店と同一所在地のブランチインブランチ）
- 十六銀行 熱田支店
- 北陸銀行金山橋支店
- あいち銀行金山支店
- 岡三証券金山支店
- 愛知信用金庫金山支店
- 瀬戸信用金庫熱田支店

### 宿泊施設
- ANAクラウンプラザホテルグランコート名古屋（金山南ビル）
- コンフォートホテル 名古屋金山
- サイプレスガーデンホテル
- 名古屋金山ホテル
- 名古屋金山プラザホテル
- 名鉄イン名古屋金山
- 東横INN名古屋金山
- リブ・マックス名古屋金山

### その他
- 休玄寺
- 金山神社
- あいちビジネス専門学校
- あいち福祉医療専門学校
- 東海工業専門学校金山校
- 名古屋美容専門学校
- 伏見通（国道19号）
- 大津通
- 佐屋街道（愛知県道115号津島七宝名古屋線）
- 八熊通

## バス路線

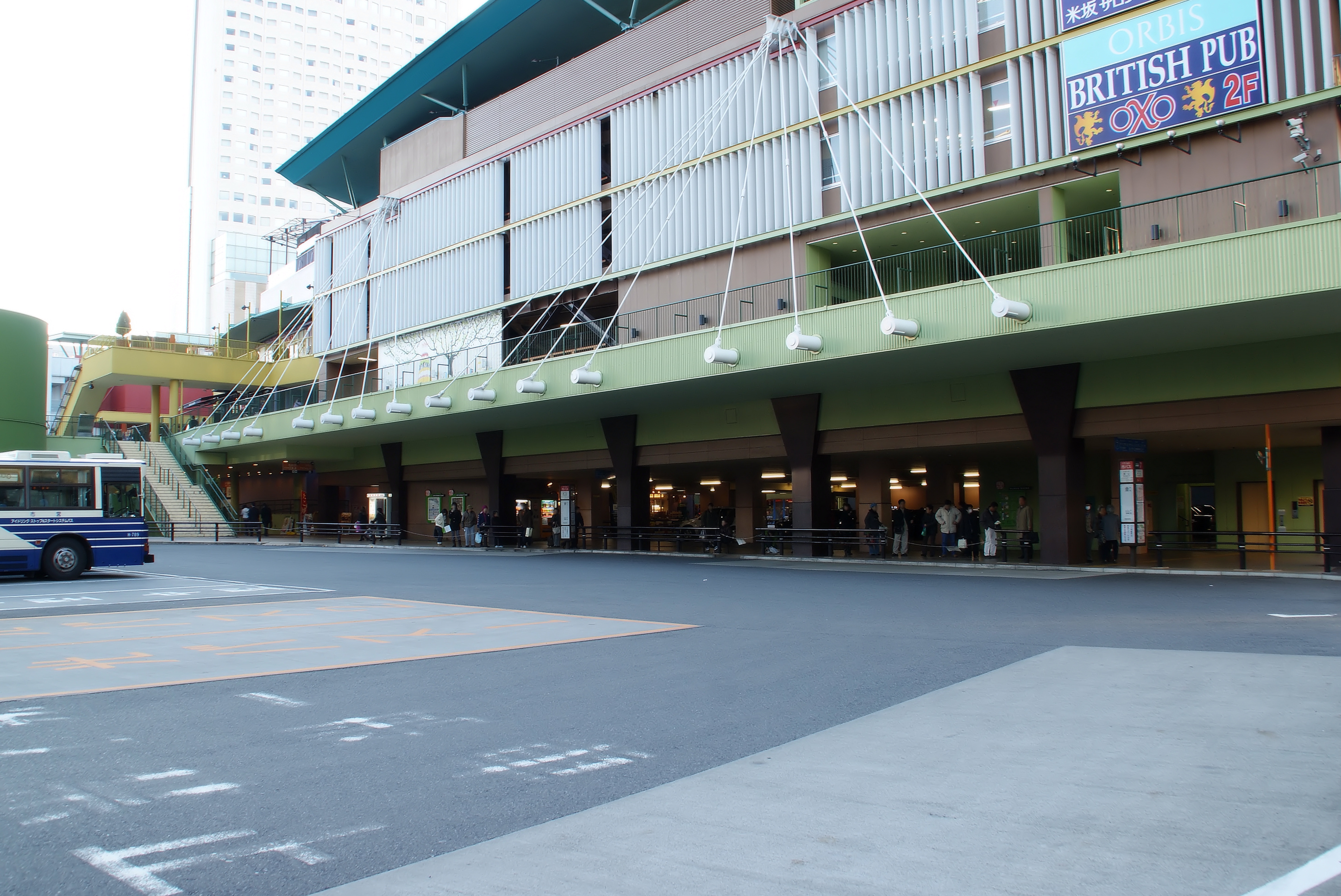
金山バスターミナル

### 金山
駅北・アスナル金山側にバスターミナルがあり、昭和区・中川区・瑞穂区・港区方面などへのバスが多数発着している。名古屋駅や栄とは異なり、金山を経由または発着する幹線系統は存在しない。なお、金山総合駅の完成前は名鉄の駅名と同じ「金山橋」という名称だった。路線は名古屋市営バスが中心で、一部他社の路線も設定されている。降車所は金山総合駅北口より少し東へ歩いた場所（金山駅前交番前）にある。1番乗り場は存在しない。
| 乗り場 | 発着場所                                | 運行事業者     | 系統・行先                                                                                | 備考 |
| ------ | --------------------------------------- | -------------- | ----------------------------------------------------------------------------------------- | ---- |
| 2      | 三菱UFJ銀行金山支店前（大津通側）       | 名古屋市営バス | 栄21：栄                                                                                  |      |
| 3      | 地下鉄3番出口前                         | 名古屋市営バス | 金山21：中川車庫前・地下鉄高畑 金山23：岩塚本通四丁目・戸田荘                             |      |
| 4      | 金山駅北口信号前                        | 名古屋市営バス | 栄21・金山19：泉楽通四丁目 金山18：要町 金山19：ワイルドフラワーガーデン 熱田巡回：金山   |      |
| 5      | 三菱UFJ銀行金山支店前（アスナル金山側） | 名古屋市営バス | 金山20：権野 金山22：地下鉄高畑・戸田・中川車庫前                                         |      |
| 6      | 三菱UFJ銀行金山支店前（アスナル金山側） | 名古屋市営バス | 金山26：東別院・御器所通・東郊通三丁目方面循環 中巡回：栄 昭和巡回：名古屋大学 / 御器所通 |      |
| 7      | アスナル金山1F                          | 名古屋市営バス | 金山11：池下 金山12：妙見町 / 金山 金山16：瑞穂運動場東 御.金：御器所通                   |      |
| 8      | アスナル金山1F                          | 名古屋市営バス | 金山14・金山15：瑞穂運動場東 金山25：野跡駅 / 港区役所                                    |      |

### 金山南口
金山総合駅の南口前にある。イオンモール熱田への無料シャトルバスも金山行き市バス乗り場よりやや後ろから乗車できる。
JR高速バスについては、停留所名は「金山駅（南口）」となっている。2022年10月1日から「ANAクラウンプラザ　ホテルグランコート名古屋」向かいのドコモショップ前に乗り場を移設した。
- 金山21・金山23・中巡回：金山行
- 中巡回：栄行
- 高速バス 「シルクライナー」さいたま新都心駅東口・館林・太田・桐生・伊勢崎・高崎・前橋行（乗車のみ）大阪行（降車のみ）
- ドリームなごや号 バスタ新宿・東京駅行、新木場駅行（JR東海バス）
- ドリーム知多号 東京駅・東京ディズニーランド行（JR東海バス・JRバス関東）[注釈 23]

### 高速金山
（三菱UFJ銀行 金山支店前（大津通側））
- 広島駅・小倉駅・博多行 『ロイヤルエクスプレス』（ロイヤルバス）
- 東京駅行、新宿行 『杉崎高速バス』（杉崎観光バス）
- 池袋駅行、大宮駅行 『キラキラ号』・『散策バス』（桜交通）
- 長野駅・須坂行、なんば・神戸（三宮）行『どっとこむライナー』（昌栄高速運輸）

### 金山駅北口
（セブンイレブン 名古屋金山駅西店前）
- 横浜駅・東京駅・東京ディズニーランド・千葉駅行 『VIPライナー』（平成エンタープライズ）
- バスタ新宿・川越駅行 『VIPライナー』（平成エンタープライズ）
- 秋葉原駅・東京駅・さいたま新都心駅・志木駅行 『VIPライナー』（平成エンタープライズ）
- 郡上八幡（城下町プラザ）・高山行 『VIPライナー』（平成エンタープライズ）

（市バス4番乗り場先）
- WILLERバスターミナル大阪梅田行、横浜シティ・エア・ターミナル行、バスタ新宿・東京ディズニーランドおよび東京ディズニーシー行 『WILLER EXPRESS』（WILLER EXPRESS）

### 無料シャトルバス（無料送迎バス）
金山総合駅北口付近
- Canal Resort行（デニーズ金山駅前店前停車）
- GLASTONIA行（スギ薬局金山駅前店停車）
- 名古屋スパリゾート 湯〜とぴあ宝行（名古屋金山ホテル前停車）
- 重工記念病院行（セブンイレブン金山駅西店前停車）
- 天然温泉アーバンクア行（スギ薬局金山駅前店前停車）

金山総合駅南口付近
- イオンモール熱田行（名古屋市営バス 金山南口バス停付近停車）

## 隣の駅
東海旅客鉄道（JR東海）
CF 中央本線
- ■特急「しなの」一部停車駅、「ホームライナー瑞浪」停車駅

■快速・■区間快速・■普通
鶴舞駅 (CF02) - 金山駅 (CF01) - (山王信号場) - 名古屋駅 (CF00)
CA 東海道本線
■特別快速
刈谷駅 (CA58) - 金山駅 (CA66) - 名古屋駅 (CA68)
■新快速
大府駅 (CA60) - 金山駅 (CA66) - 名古屋駅 (CA68)
■快速・■区間快速
共和駅 (CA61) - 金山駅 (CA66) - 名古屋駅 (CA68)
■普通
熱田駅 (CA65) - 金山駅 (CA66) - 尾頭橋駅 (CA67)
- 快速系の列車は日本ガイシホールでのイベント開催時に笠寺駅、正月三が日に熱田駅、中央競馬GI競走開催日に尾頭橋駅に一部臨時停車する。

名古屋鉄道
NH 名古屋本線
□ミュースカイ・□快速特急・■特急・□快速急行・■急行・■準急
神宮前駅 (NH33) - 金山駅 (NH34) - （平日朝の急行内海行き1本は山王駅） - 名鉄名古屋駅 (NH36)
■普通
神宮前駅 (NH33) - 金山駅 (NH34) - 山王駅 (NH35)
名古屋市営地下鉄
 名城線
西高蔵駅 (M28) - 金山駅 (M01) - 東別院駅 (M02)
 名港線
日比野駅 (E02) - 金山駅 (E01・M01) - 東別院駅 (名城線・M02)